# 氣象冷知識
《氣象冷知識》（英語：Cool Met Stuff）是香港天文台「天氣廣播站」團隊在2014年起製作的天氣資訊節目，以增強公眾對氣象的認識。由啟播至2021年7月於逢星期五約18:30在天文台YouTube頻道上載，截至2021年9月已播出接近400集。2021年8月至2022年6月一度改為不定期於星期五約18:30上載；再於2022年8月中旬起改為隔一至兩個星期五約18:30上載。若該星期五沒有首播集數，天文台Facebook專頁及電視台原時段分別改為上載及重播過往集數。

## 簡介
天文台2009年12月22日起逢星期五在其YouTube頻道上載天氣報告短片（若當日為公眾假期則於前一天上載）。片段分為三部份，首先回顧過去一星期天氣；其後介紹一些有趣的天氣現象、天文台最新動向或介紹天文台使用的儀器，月初或年初亦會分別回顧上月或前一年的天氣，若有需要亦會播出天文台舉行記者會的片段；最後會展望週末的天氣。初期影片只是簡單使用Movie Maker製作，2011年4月29日起以16:9製作。在2013年12月27日最後一次以此類形式播出。因該系列影片與《氣象冷知識》所介紹的內容及目的非常類似，因此可視為《氣象冷知識》的前身。
天文台在2013年年末成立了「天氣廣播站」團隊，除了常規天氣預報外，亦推出此節目，以增強公眾對氣象的認識，並希望藉此提升市民的防災意識。
雖然節目名稱為《氣象冷知識》，但節目內容不限於氣象範疇，亦會介紹天文台工作範圍內其他範疇的知識，包括天文、地球物理（地震、海嘯及授時）及氣候變化。此外，亦會介紹天文台的日常工作或最新服務，以及邀請大學教授講解天氣與健康及運動知識，甚至到日本進行採訪。
初期節目在YouTube首播時沒有提供字幕，惟一星期後會加上字幕並重新上載，原首播影片會被刪除。及後改為首播後一星期在原影片加上隱藏式字幕，不再上載加字幕版本。2017年起大部份節目首播時已在影片中加上字幕。

## 播出時間
- 天文台YouTube頻道上載時間：星期五約18:30。
- 天文台Facebook專頁及Instagram Instagram#Reels上載時間：星期六或日約11:00。
- 電視台播放時間：

| 頻道           | 播出日子   | 播出時間                   | 備註                          |
| -------------- | ---------- | -------------------------- | ----------------------------- |
| 港台電視31     | 星期五     | 約18:30                    |                               |
| 港台電視31     | 星期日     | 18:15                      |                               |
| HOY資訊台      | 星期六、日 | 06:25、06:55、10:25、10:55 | 《有線新聞》時段內            |
| HOY資訊台      | 星期日     | 15:25、15:55               | 《有線新聞》時段內            |
| Now新聞台      | 星期六     | 17:25、17:55               | 17:00及17:30《Now新聞報道》後 |
| Now財經台      | 星期六     | 17:25                      | 17:00《Now新聞報道》後        |
| ViuTV          | 星期六     | 約08:00                    | 《Now早晨》後 重播上一集內容  |
| HOY TV         | 星期六、日 | 12:55                      | 《午間新聞》後                |
| 鳳凰衛視香港台 | 星期六、日 | 13:55、19:55               |                               |

## 每集列表

### 2009年（天氣報告短片）
| 集數 | 日期     | 主題                           | 旁白/嘉賓           | 週末展望主持 | 簡介 |
| 1    | 12月4日  | 為東亞運動會提供的氣象服務     | 曾淑嫻 嘉賓：楊國仲 | 龔穎恒       | 介紹香港天文台為2009年東亞運動會提供的氣象服務，並展望香港在運動會期間的天氣情況。 此為東亞運動會特別版。 |
| 2    | 12月11日 | 2009年可能是最熱的十個年份之一 | 曾淑嫻 嘉賓：李健威 | 陳兆偉       | 介紹2009年可能是有記錄以來最熱十個年份之一的情況。                                                        |
| 3    | 12月18日 | 天文台使用天氣雷達的歷史       | 姚鳳雲              | 張冰         | 簡介天文台使用天氣雷達的歷史及現時有關的服務。                                                            |
| 4    | 12月24日 | 「乾冬濕年」                   | 吳俊源              | 陳兆偉       | 討論傳統「乾冬濕年」的概念。                                                                              |
| 5    | 12月31日 | 2009年天氣回顧                 | 吳俊源、曾淑嫻      | 謝淑媚       | 回顧2009年的天氣。                                                                                        |

### 2010年（天氣報告短片）
| 集數 | 日期     | 主題                                                      | 旁白/嘉賓                                                | 週末展望主持                                             | 簡介 |
| 6    | 1月8日   | 「小寒」的天氣                                            | 劉耀祺                                                   | 謝淑媚                                                   | 香港的氣溫在「小寒」後的一天開始下降。 |
| 7    | 1月15日  | 「北極濤動」及日偏食                                      | 姚鳳雲 嘉賓：李子祥、胡宏俊                              | 唐宇輝                                                   | 解釋近期「北極濤動」對北半球天氣的影響，另外亦介紹2010年1月15日的一次日偏食。                                                                                                  |
| 8    | 1月22日  | 天文台主辦「世界氣象組織航空氣象學委員會第十四次屆會」    | 吳俊源 嘉賓：林靜芝                                      | 唐宇煇                                                   | 介紹天文台將主辦的「世界氣象組織航空氣象學委員會第十四次屆會」﹝CAeM-XIV﹞。                                                                                                   |
| -    | 1月27日  | 閃電的探測                                                | 郭嘉雷 嘉賓：梁偉鴻                                      | 郭嘉雷 嘉賓：梁偉鴻                                      | 介紹閃電如何形成及香港天文台如何探測閃電。 |
| 9    | 1月29日  | 天文台奪「2009 香港資訊及通訊科技獎」全年大獎             | 曾淑嫻 嘉賓：陳栢緯                                      | 龔穎恒                                                   | 介紹由天文台研發的「激光雷達風切變預警系統」在香港國際機場的應用。 |
| 10   | 2月5日   | 天文台提供滑浪風帆天氣服務                                | 吳俊源、劉耀祺 嘉賓：陳世倜                              | 唐宇煇                                                   | 介紹滑浪風帆天氣服務。 |
| —    | 2月5日   | 「世界氣象組織航空氣象學委員會第十四次屆會」在香港開幕    | 「世界氣象組織航空氣象學委員會第十四次屆會」在香港開幕。 | 「世界氣象組織航空氣象學委員會第十四次屆會」在香港開幕。 | 介紹「世界氣象組織航空氣象學委員會第十四次屆會」﹝CAeM-XIV在2010年2月3日舉行的開幕儀式。                                                                                       |
| —    | 2月8日   | 天文台助理台長當選世界氣象組織航空氣象學委員會主席        | 曾淑嫻                                                   | 曾淑嫻                                                   | 天文台助理台長（航空氣象服務）岑智明2月5日於香港舉行的世界氣象組織航空氣象學委員會第十四次屆會中獲選為委員會主席。                                                             |
| 11   | 2月12日  | 農曆新年的天氣                                            | 姚鳳雲                                                   | 莫慶炎                                                   | 展望農曆新年期間的天氣情況。 以農曆新年天氣展望新聞發佈會取代「週末展望」。 |
| 12   | 2月19日  | 天文台贏得「颱風委員會」之2009年Dr. Roman L. Kintanar獎項 | 曾淑嫻 嘉賓：李惠貞                                      | 李月嬋                                                   | 介紹由天文台開發和操作的世界氣象組織「全球惡劣天氣」網站贏得「颱風委員會」之2009年Dr. Roman L. Kintanar獎項。                                                                  |
| 13   | 2月26日  | 天文台的寶珊地震站在二零一零年二月十八日正式啟用          | 姚鳳雲 嘉賓：胡宏俊                                      | 唐宇煇                                                   | 介紹寶珊地震站。 |
| 14   | 3月5日   | 海嘯的成因及影響                                          | 張永祥、劉耀祺 嘉賓：伍滿照                              | 謝淑媚                                                   | 講述海嘯的成因及影響。 |
| 15   | 3月12日  | 天文台加強《太空天氣》網頁內容                            | 方子泓、姚鳳雲 嘉賓：林學賢                              | 龔穎恒                                                   | 介紹《太空天氣》網頁加強版。 |
| 16   | 3月19日  | 「老友記氣象站」正式啟動                                  | 張永祥、吳俊源 嘉賓：譚廣雄                              | 龔穎恒                                                   | 介紹香港聖公會麥理浩夫人中心成立的「老友記氣象站」。 |
| 17   | 3月26日  | 天文台於世界氣象日推新服務                                | 方子泓、曾淑嫻                                           | 龔穎恒                                                   | 介紹天文台於3月23日「世界氣象日」舉行記者招待會的情況，台長李本瀅博士於會上回顧了去年的服務，及介紹當日推出的多項互聯網服務。                                                  |
| 18   | 4月1日   | 天文台於3月27及28日舉行開放日                             | 曾淑嫻、張永祥                                           | 江偉                                                     | 報導3月27及28日舉行開放日的情況，約有一萬名市民到天文台總部參觀。 |
| 19   | 4月9日   | 天文台推出定點天氣服務「我的天文台」                      | 姚鳳雲、方子泓                                           | 江偉                                                     | 介紹推出一個新網頁「我的天文台」的使用方法，通過定位軟件估算使用者的位置，顯示使用者位置附近自動氣象站的最新天氣資料。                                                         |
| 20   | 4月16日  | 天文台推出新的「數碼天氣預報」網頁                        | 劉耀祺、張永祥 嘉賓：李月嬋                              | 李新偉                                                   | 介紹香港天文台於三月二十三日推出的「數碼天氣預報」網頁，該網頁為市民提供在空間及時間上更精細的天氣預測。新預報產品顯示香港及鄰近珠三角地區每十公里的逐小時氣溫及風向風速預測。 |
| 21   | 4月23日  | 新增雷達圖像網頁及4月22日的「石湖風」                     | 方子泓 嘉賓：李炳華、李淑明                              | 李月嬋                                                   | 介紹128公里範圍的天氣雷達圖像，以及講解4月22日影響香港的「石湖風」。 |
| 22   | 4月30日  | 天文台推出「世界天氣信息服務」網站未來版                  | 張永祥 嘉賓：陳文財                                      | 唐宇煇                                                   | 介紹天文台於4月29日推出的「世界天氣信息服務」網站未來版，該網站使互聯網用戶能更方便快捷地獲取全球124個國家及地區的最新天氣預報。                                               |
| 23   | 5月7日   | 雷暴警告                                                  | 方子泓、曾淑嫻 嘉賓：屈錦城                              | 陳兆偉                                                   | 介紹天文台發放的「雷暴警告」及市民使用該服務的途徑。 |
| 24   | 5月14日  | 暴雨警告                                                  | 姚鳳雲 嘉賓：屈錦城                                      | 沈志泰                                                   | 介紹天文台發放的「暴雨警告」及市民使用該服務的途徑。 |
| 25   | 5月20日  | 山泥傾瀉警告                                              | 劉耀祺                                                   | 沈志泰                                                   | 介紹天文台發放的「山泥傾瀉警告」及市民使用該服務的途徑。 |
| 26   | 5月28日  | 火災危險警告                                              | 吳俊源                                                   | 江偉                                                     | 介紹天文台發放的「火災危險警告」及警告生效時市民需要留意的地方。 |
| 27   | 6月4日   | 強烈季候風信號                                            | 張永祥、曾淑嫻                                           | 沈志泰                                                   | 介紹天文台發放的「強烈季候風信號」及警告生效時市民需要留意的地方。 |
| 28   | 6月11日  | 新界北部水浸特別報告                                      | 方子泓                                                   | 楊國仲                                                   | 介紹天文台發放的「新界北部水浸特別報告」及報告生效時市民需要留意的地方。 |
| 29   | 6月18日  | 酷熱天氣警告及寒冷天氣警告                                | 劉耀祺、曾淑嫻                                           | 張冰                                                     | 介紹天文台發放的「酷熱天氣警告」及「寒冷天氣警告」，提醒市民在警告生效時，需要留意的地方。                                                                                     |
| 30   | 6月25日  | 熱帶氣旋警告-第一部份                                     | 曾淑嫻、吳俊源                                           | 謝淑媚                                                   | 介紹天文台發放的「熱帶氣旋警告」，本部份介紹一些有關熱帶氣旋的資料，同時提醒市民在「一號熱帶氣旋警告」生效時，需要留意的地方。                                                 |
| 31   | 7月2日   | 熱帶氣旋警告-第二部份                                     | 曾淑嫻、吳俊源                                           | 龔穎恒                                                   | 介紹天文台發放的「熱帶氣旋警告」，本部份介紹有關三號及以上熱帶氣旋警告的資料，同時提醒市民在警告生效時，需要留意的地方。                                                       |
| 32   | 7月9日   | 溫度及空氣濕度的量度                                      | 張永祥 嘉賓：余才來                                      | 韓啟光                                                   | 簡單介紹部分天文台用作量度溫度及空氣濕度的儀器。 |
| 33   | 7月16日  | 新熱帶氣旋路徑資訊網頁                                    | 方子泓 嘉賓：李月嬋                                      | 莫慶炎                                                   | 介紹天文台於2010年7月14日增加一個基於地理信息顯示平台的新熱帶氣旋路徑資訊網頁的功能，讓市民更清楚了解熱帶氣旋可能影響的範圍。 以熱帶氣旋康森新聞發佈會取代「週末展望」。       |
| 34   | 7月23日  | 香港水域出現水龍捲                                        | 劉耀祺                                                   | 陳兆偉                                                   | 就7月22日下午接獲一位市民報告，目睹水龍捲在小西灣對開海面出現，對水龍捲作簡單介紹。                                                                                            |
| 35   | 7月30日  | 香港水域多次出現水龍捲                                    | 曾淑嫻 嘉賓：韓啟光                                      | 龔穎恒                                                   | 介紹天文台在過去兩星期，接獲多個發現水龍捲的報告及當時天氣狀況。 |
| 36   | 8月6日   | 量度暑熱壓力的儀器                                        | 張永祥 嘉賓：譚廣雄                                      | 江偉                                                     | 簡單介紹天文台用作量度暑熱壓力的儀器。 |
| 37   | 8月13日  | 「惡劣天氣信息中心」網站推出SWIdget新服務                 | 方子泓 嘉賓：李惠貞                                      | 沈志泰                                                   | 介紹世界氣象組織宣布在其「惡劣天氣信息中心」網站上推出一項名為SWIdget新服務的資料，本地及國際用戶可以接近實時地得知參與此項服務的官方氣象機構所發出的惡劣天氣警告。            |
| 38   | 8月20日  | 雨量的量度                                                | 劉耀祺 嘉賓：何坤培                                      | 李新偉                                                   | 簡單介紹天文台用作量度雨量的儀器。 |
| 39   | 8月27日  | 量度氣壓的儀器                                            | 吳俊源 嘉賓：凌永琛                                      | 江偉                                                     | 簡單介紹天文台用作量度氣壓的儀器。 |
| 40   | 9月3日   | 地面風的量度                                              | 張永祥 嘉賓：顏萬里                                      | 沈志泰                                                   | 簡單介紹天文台用作量度地面風的儀器。 |
| 41   | 9月10日  | 日照時間的量度                                            | 方子泓 嘉賓：梁敏儀                                      | 陳兆偉                                                   | 簡單介紹天文台用作量度日照時間的儀器。 |
| 42   | 9月17日  | 天文台經Twitter發放天氣消息                               | 劉耀祺 嘉賓：陳文財                                      | 龔穎恒                                                   | 簡單介紹天文台最新經Twitter發放天氣消息的服務。 |
| 43   | 9月24日  | 蒸發量的測量                                              | 吳俊源 嘉賓：楊秀偉                                      | 江偉                                                     | 簡單介紹天文台用作測量蒸發量的裝置。 |
| 44   | 9月30日  | 新電腦模式加強網上天氣資訊                                | 張永祥 嘉賓：李新偉                                      | 江偉                                                     | 介紹天文台利用新電腦系統及新一代數值天氣預報模式，加強「電腦預測天氣圖」及「水上運動風速預測」兩項網上天氣服務。                                                               |
| 45   | 10月8日  | 今年香港冬天會否偏冷？                                    | 方子泓 主持：曾淑嫻 嘉賓：莫慶炎、李子祥                 | 唐恆偉                                                   | 請來科學主任解釋當年香港的冬天會否偏冷。 |
| 46   | 10月15日 | 量度能見度的儀器                                          | 劉耀祺 嘉賓：葉永成                                      | 沈志泰                                                   | 簡單介紹天文台用作量度能見度的儀器。 |
| 47   | 10月23日 | 熱帶氣旋「鮎魚」                                          | 吳俊源                                                   | —                                                        | 熱帶氣旋「鮎魚」在星期一進入南海，並逐漸靠近廣東沿岸，影響該區天氣。 |
| 48   | 10月30日 | 天氣觀測                                                  | 張永祥                                                   | 江偉                                                     | 簡單介紹天文台觀測天氣的資料。 |
| 49   | 11月5日  | 自動氣象站-第一部份                                       | 方子泓 主持：姚鳳雲 嘉賓：葉永成                         | 沈志泰                                                   | 介紹天文台自動氣象站的類別和歷史。 |
| 50   | 11月12日 | 自動氣象站-第二部份                                       | 劉耀祺 主持：姚鳳雲 嘉賓：葉永成                         | 韓啟光                                                   | 介紹天文台自動氣象站的網絡和安裝時考慮的因素。 |
| 51   | 11月19日 | 香港發生市民有感地震                                      | 吳俊源 嘉賓：胡宏俊                                      | 唐恆偉                                                   | 報導天文台於2010年11月19日下午2時42分錄得一次輕微地震。 |
| 52   | 11月26日 | 自動氣象站-第三部份                                       | 吳俊源、張永祥 主持：姚鳳雲 嘉賓：葉永成                 | 韓啟光                                                   | 介紹天文台自動氣象站資料的傳送及處理。 |
| 53   | 12月3日  | 提醒長者留意冬天低溫天氣                                  | 姚鳳雲 主持：曾淑嫻 嘉賓：莫慶炎                         | 柯銘強                                                   | 介紹天文台於12月3日與長者安居服務協會舉辦的「寒風送暖」記者會。 |
| 54   | 12月10日 | 社區天氣資訊網絡-第一部分                                 | 方子泓 嘉賓：謝偉明                                      | 唐恆偉                                                   | 介紹「社區天氣資訊網絡」。 |
| 55   | 12月17日 | 社區天氣資訊網絡-第二部分                                 | 張永祥 主持：姚鳳雲 嘉賓：謝偉明、鄭智德                 | 許大偉                                                   | 介紹「社區天氣資訊網絡」。網絡的成員同學朱健君、呂棨翹、鍾希培、仇永安介紹相關的研究及分享參與計劃的成果。                                                                     |
| 56   | 12月24日 | 自動高空探測系統                                          | 劉耀祺 嘉賓：周志雄                                      | 柯銘強                                                   | 介紹香港天文台於2004年引入東南亞第一部「自動高空探測系統」的日常運作。 |
| 57   | 12月31日 | 2010年天氣回顧                                            | 吳俊源、曾淑嫻                                           | 韓啟光                                                   | 回顧2010年的天氣，包括華北沙塵暴相關沙塵3月22日影響香港、7月22日及28日的黑色暴雨警告及水龍捲、9月8日至9日錄得最頻密閃電。                                                      |

### 2011年（天氣報告短片）
| 集數 | 日期     | 主題                                         | 旁白/嘉賓                                                                                           | 天氣展望主持 | 簡介 |
| 58   | 1月7日   | 「漁民作業天氣資訊」網站                     | 姚鳳雲 主持：吳培文                                                                                 | 韓啟光       | 介紹「漁民作業天氣資訊」網站(試驗版)。 |
| 59   | 1月14日  | 社區天氣資訊網絡-第三部分                    | 劉耀祺 主持：陳建宇、陳家榮、陳詩敏、梁榮武                                                         | 唐恆偉       | 繼續介紹「社區天氣資訊網絡」。社區組織分享參與計劃的成果。 |
| 60   | 1月21日  | 天文台的教育工作                             | 張永祥                                                                                              | 韓啟光       | 介紹部分天文台推行的教育工作。 |
| 61   | 1月28日  | 粵港澳氣象部門合作銀禧紀念                   | 方子泓                                                                                              | 周真源       | 介紹粵港澳氣象部門合作的情況，及粵港澳三地氣象專家於1月26日在香港天文台舉行一年一度業務合作會議和氣象科技研討會。                                                           |
| 62   | 2月2日   | 大珠三角天氣網站啟用及農曆新年天氣展望       | 曾淑嫻、吳俊源 主持：鄭宏基、周鑑明、張詩琪                                                         | 李淑明       | 介紹粵港澳氣象部門的合作開發的「大珠三角天氣網站」，亦展望農曆新年期間的天氣。 以農曆新年天氣展望新聞發佈會取代「週末展望」。                                               |
| 63   | 2月11日  | 天文台的錄影室                               | 姚鳳雲 主持：王德勤                                                                                 | 周真源       | 介紹天文台的錄影室。 |
| 64   | 2月18日  | 電視天氣節目                                 | 姚鳳雲 主持：李新偉                                                                                 | 沈志泰       | 介紹天文台的電視天氣節目。 |
| 65   | 2月25日  | 黃昏電視天氣節目                             | 劉耀祺 主持：楊國仲                                                                                 | 江偉         | 介紹天文台的黃昏電視天氣節目。 |
| 66   | 3月4日   | 天文台的互聯網站                             | 曾淑嫻 主持：蔡振榮                                                                                 | 韓啟光       | 介紹天文台的互聯網站。 |
| 67   | 3月11日  | 天文台加強數碼天氣預報網頁，另有關海嘯記者會 | 張永祥 主持：孫文傑、黃永德                                                                         | 唐恆偉       | 介紹加強數碼天氣預報網頁的內容；報導天文台就日本附近於3月11日發生猛烈地震及海嘯舉行記者會的情況。                                                                           |
| 68   | 3月18日  | 天文台發放香港境內實時環境輻射水平數據       | 方子泓 主持：李淑明                                                                                 | 李新偉       | 介紹輻射監測站每小時平均數據於互聯網發放的相關情況。 |
| 69   | 3月25日  | 天文台台長在世界氣象日的記者招待會           | 劉耀祺                                                                                              | 沈志泰       | 報導香港天文台台長李本瀅博士在世界氣象日(3月23日)記者招待會的內容，介紹了天文台最近的工作和今年的主要工作計劃。                                                             |
| 70   | 4月1日   | 全新天文台網頁流動版本                       | 方子泓 主持：鄭宏基                                                                                 | 唐恆偉       | 介紹全新天文台網頁流動版本相關資料。 |
| 71   | 4月8日   | 香港天文台推出"小小天文台"網站               | 吳俊源 主持：趙肖儀                                                                                 | 柯銘強       | 介紹「小小天文台」網站。 |
| 72   | 4月15日  | 天文台網站新增紫外線A資訊                    | 劉耀祺、吳俊源 主持：楊賀基                                                                         | 唐恆偉       | 介紹天文台開始提供紫外線A實時數據。 |
| 73   | 4月21日  | 天文台啟動「航空天氣減災」網站               | 劉耀祺、姚鳳雲 主持：楊國仲                                                                         | 沈志泰       | 介紹「航空天氣減災」網站， |
| 74   | 4月29日  | 機場氣象所的天氣觀測工作                     | 劉耀祺、張永祥 主持：麥敏儀                                                                         | 韓啟光       | 介紹香港天文台於機場氣象所的天氣觀測工作。 |
| 75   | 5月6日   | 航空天氣預報員                               | 劉耀祺、方子泓 主持：孔繁耀                                                                         | 江偉         | 介紹機場氣象所「航空天氣預報員」的工作。 |
| 76   | 5月13日  | 香港天文台的授時服務                         | 劉耀祺 主持：劉廸森                                                                                 | 周真源       | 介紹香港天文台的授時服務。 |
| 77   | 5月20日  | 天文台的新輻射巡測車正式啟動                 | 劉耀祺 主持：譚廣雄                                                                                 | 韓啟光       | 介紹天文台一部新的輻射巡測車。 |
| 78   | 5月27日  | 香港天文台加強地震信息發布                   | 姚鳳雲 主持：胡宏俊                                                                                 | 唐恆偉       | 介紹天文台即將，因應在全球各地發生的六級或以上地震，發布「強地震報告」，並會因應本地有感地震而發出「本地有感地震報告」，以取代沿用多年的地震新聞發布。                      |
| 79   | 6月3日   | 天文台停用類比式長週期地震儀                 | 張永祥 主持：胡宏俊、林鄺泗蓮                                                                       | 韓啟光       | 介紹天文台正式停止使用有五十三年歷史的拉蒙杜赫特類比式長週期地震儀，固此特別舉行停用儀式的相關情況。                                                                        |
| 80   | 6月10日  | 熱帶氣旋「莎莉嘉」新聞簡報會                 | 方子泓                                                                                              | 陳世倜       | 講述熱帶氣旋的相關資料，以及天文台就熱帶氣旋「莎莉嘉」於6月10日下午舉行的簡報會。 以熱帶風暴莎莉嘉新聞簡報會取代「週末展望」。                                              |
| 81   | 6月17日  | 認識「季風槽」及「對流擾動」                 | 吳俊源 主持：陳傲軒、柯銘強                                                                         | 柯銘強       | 簡單介紹氣象名辭「季風槽」及「對流擾動」。 介紹「對流擾動」直接講述週末展望。                                                                                               |
| 82   | 6月24日  | 熱帶氣旋的命名                               | 劉耀祺 主持：曾淑嫻 嘉賓：呂永康                                                                    | 江偉         | 簡單介紹熱帶氣旋命名的知識。 |
| 83   | 6月30日  | 發展手機應用程式                             | 姚鳳雲 主持：宋文娟、鄭元中                                                                         | 江偉         | 請來負責手機應用程式「我的天文台」的同事，分享相關經驗。 |
| 84   | 7月8日   | 天文台向亞洲發展中國家提供城市天氣預報       | 張永祥 主持：李月嬋                                                                                 | 柯銘強       | 介紹天文台啟動向亞洲發展中國家提供城市天氣預報的世界氣象組織計劃的資料。 |
| 85   | 7月15日  | 天文台舉辦世界氣象組織的培訓班               | 吳俊源 嘉賓：李月嬋、Charoon Laohalertchai、Juanito S. Galang、Vilauphong Sisomvang、Chann Mony Bin | 韓啟光       | 介紹天文台舉辦一個世界氣象組織培訓班的相關資料。 |
| 86   | 7月22日  | 「打電話問天氣」系統-第一部分                | 方子泓 主持：曾淑嫻 嘉賓：屈錦城                                                                    | 韓啟光       | 介紹「打電話問天氣」系統的發展及所提供的服務。 |
| 87   | 7月29日  | 「打電話問天氣」系統-第二部分                | 劉耀祺                                                                                              | 梁延剛       | 繼續介紹天文台「打電話問天氣」系統的發展及所提供的服務。 以熱帶氣旋洛坦新聞簡報會取代「週末展望」。                                                                         |
| 88   | 8月5日   | 2011年7月天氣回顧                            | 曾淑嫻                                                                                              | 江偉         | 回顧2011年7月的天氣。 |
| 89   | 8月12日  | 天文台為深圳「大運會」提供氣象支援           | 張永祥 主持：李國麟                                                                                 | 張世傑       | 介紹香港天文台跟內地氣象部門緊密合作，為在深圳舉行的世界大學生運動會在8月12日開幕，提供氣象支援的情況。                                                                     |
| 90   | 8月19日  | 雲的分類                                     | 吳俊源 主持：楊佩儀                                                                                 | 韓啟光       | 介紹雲的分類。 |
| 91   | 8月26日  | 地面天氣圖 - 第一部分                        | 姚鳳雲                                                                                              | 柯銘強       | 介紹地面天氣圖上的觀測資料。 |
| 92   | 9月2日   | 地面天氣圖 - 第二部分                        | 張永祥 主持：陳傲軒                                                                                 | 韓啟光       | 介紹分析天氣圖的工作及天氣圖上的天氣系統。 |
| 93   | 9月9日   | 2011年8月天氣回顧                            | 方子泓                                                                                              | 柯銘強       | 回顧2011年8月的天氣，是香港自1884年以來其中一個最炎熱的8月。 |
| 94   | 9月16日  | 雨量圖                                       | 劉耀祺 主持：周真源                                                                                 | 沈志泰       | 介紹天文台在互聯網上提供的幾種雨量圖。 |
| 95   | 9月23日  | 社區天氣觀測計劃                             | 姚鳳雲 主持：陳兆偉                                                                                 | 唐恆偉       | 介紹天文台的社區天氣觀測計劃。 |
| 96   | 9月30日  | 受熱帶氣旋影響的一周                         | 張永祥                                                                                              | 唐恆偉       | 介紹香港分別受熱帶氣旋「海棠」及「納沙」影響期間的天氣。 |
| 97   | 10月7日  | 2011年9月天氣回顧                            | 吳俊源                                                                                              | 柯銘強       | 回顧2011年9月的天氣，比較少雨及溫暖。 |
| 98   | 10月14日 | 香港天文台推出「MyWeather」流動電話應用程式  | 方子泓 主持：蔡振榮                                                                                 | 張世傑       | 介紹iPhone平台流動電話應用程式「MyWeather」的相關資料。 |
| 99   | 10月21日 | 天文台加強天氣警告及信號記錄查詢服務         | 姚鳳雲                                                                                              | 唐恆偉       | 介紹「今日天氣警告及信號記錄」網頁相關資料。 |
| 100  | 10月28日 | 天文台推出全新「遠足及攀山天氣資訊」網頁     | 曾淑嫻                                                                                              | 唐恆偉       | 介紹「遠足及攀山天氣資訊」網頁的特點；以及呼籲市民在2011年優秀網站選舉中投票支持香港天文台網頁。                                                                            |
| 101  | 11月4日  | 2011年10月天氣回顧                           | 張永祥                                                                                              | 唐恆偉       | 回顧2011年10月的天氣，比正常較涼及多雨。 |
| 102  | 11月11日 | 天文台加強發放實時天氣照片                   | 方子泓 主持：陳兆偉、楊志遠                                                                         | 沈志泰       | 介紹增加發放天氣照片的地點及縮短更新頻率；以及呼籲市民在2011年優秀網站選舉中投票支持香港天文台網頁。                                                                        |
| 103  | 11月18日 | 天文台增加發佈天氣短片渠道                   | 曾淑嫻                                                                                              | 張世傑       | 介紹從土豆網上瀏覽香港天文台每週製作的天氣短片相關資料。 |
| 104  | 11月25日 | 天氣資訊發放途徑                             | 姚鳳雲                                                                                              | 張世傑       | 介紹天文台積極開發了多種新渠道發放天氣消息，方便市民的相關資料。 |
| 105  | 12月2日  | 2011年11月天氣回顧                           | 劉耀祺                                                                                              | 韓啟光       | 回顧2011年11月的天氣，較正常暖及多雨。 |
| 106  | 12月9日  | 在2011年12月10日的月全食                     | 曾淑嫻 主持：胡宏俊                                                                                 | 柯銘強       | 介紹香港上空在12月10日晚上將出現月全食的相關資料。 |
| 107  | 12月16日 | 2011/2012年冬季季度預報及新版本我的天文台    | 劉耀祺                                                                                              | 張冰         | 介紹2011/2012年冬季季度預報；亦介紹天文台最近推出Android平台的新版本「我的天文台」。                                                                                        |
| 108  | 12月23日 | 天文台與漁農自然護理署的合作                 | 張永祥                                                                                              | 張世傑       | 介紹漁農自然護理署每年旱季都向天文台提供草黃指數及山火宗數等相關情況。 |
| 109  | 12月30日 | 2011年天氣回顧                               | 曾淑嫻、吳俊源                                                                                      | 韓啟光       | 回顧2011年全年的天氣情況，包括天文台1月內錄得氣溫均在20度以下、5月22日大雨及9月29日熱帶氣旋納沙吹襲。2011年每月平均氣溫跟正常值有較大偏差，全年雨量亦較平均少百分之三十八。 |

### 2012年（天氣報告短片）
| 集數 | 日期     | 主題                                         | 旁白/嘉賓                   | 天氣展望主持 | 簡介 |
| 110  | 1月6日   | 天文台推出彩色繪製天氣圖                     | 姚鳳雲 主持：屈錦城         | 柯銘強       | 介紹天文台於2012年1月3日推出彩色繪製的天氣圖，取代以往的單色天氣圖。 |
| 111  | 1月13日  | 天文台的環保報告                             | 曾淑嫻                      | 郝孟騫       | 介紹天文台的第十二份環保報告內容，報告闡述香港天文台的環保政策和在2010年的環保工作表現。                                                                                                   |
| 112  | 1月20日  | 季度預報的表現及農曆新年天氣                 | 張永祥 嘉賓：李子祥         | 梁延剛       | 討論香港天文台在2011年12月發表「2011/2012年冬季季度預報」的表現，亦提醒用家應留意季度預報的局限性。 以農曆新年天氣展望新聞發佈會取代「週末展望」。                                         |
| 113  | 1月27日  | 能見度測量方法設計比賽                       | 方子泓 嘉賓：陳建宇、葉志立 | 郝孟騫       | 介紹香港大學工程學院及香港天文台合辦「能見度測量方法設計比賽」。 |
| 114  | 2月3日   | 2012年1月天氣回顧                            | 姚鳳雲                      | 張世傑       | 回顧2012年1月天氣，較正常寒冷，同時亦較正常多雨及陰暗。 |
| 115  | 2月10日  | 天文台的教育資源網站                         | 張永祥 嘉賓：趙孔儒         | 郝孟騫       | 介紹天文台「教育資源」網站內容。 |
| 116  | 2月17日  | 天文台發放的地震資訊                         | 張永祥                      | 楊威龍       | 介紹天文台一些發放地震資訊的途徑。 |
| 117  | 2月24日  | 陽曆閏年的規則                               | 劉耀祺 嘉賓：朱兆中         | 柯銘強       | 介紹陽曆置閏的規則。 |
| 118  | 3月2日   | 2012年2月天氣回顧                            | 方子泓                      | 柯銘強       | 回顧2012年2月天氣，主要特徵為陰暗、潮濕並有幾場霧。 |
| 119  | 3月9日   | 測雲器                                       | 姚鳳雲 主持：屈錦城         | 沈志泰       | 介紹測雲器的運作原理。 |
| 120  | 3月16日  | 惡劣天氣信息中心網站新增全球霧觀測報告       | 劉耀祺                      | 張世傑       | 介紹世界氣象組織「惡劣天氣信息中心」網站於2月23日提供全球官方霧觀測資料。 |
| 121  | 3月23日  | 台長匯報天文台最新發展                       | 吳俊源                      | 楊威龍       | 報導天文台台長岑智明於3月20日的記者招待會上，匯報了天文台在過去一年的工作及介紹了天文台的最新發展，同時岑先生亦展望了2012年風季及雨季的天氣情況。                                          |
| 122  | 3月30日  | 天文台加強天氣服務                           | 張永祥                      | 張世傑       | 介紹使用兩個不同的天氣標記突顯天氣變化，以及「特別天氣提示」。亦介紹3月27日起發放大埔滘測風站數據。                                                                                        |
| 123  | 4月5日   | 2012年3月天氣回顧                            | 曾淑嫻                      | 許大偉       | 回顧2012年3月天氣，特徵為由濕轉乾，整月的平均氣溫和相對濕度皆接近正常。 |
| 124  | 4月12日  | 加強電腦預測天氣圖服務                       | 方子泓                      | 郝孟騫       | 介紹加強「電腦預測天氣圖」服務，在地面預測天氣圖上提供更詳細的雲量及雨量預測。 |
| 125  | 4月20日  | 「我的天文台」Android 新版本 2.2             | 姚鳳雲                      | 楊威龍       | 介紹「我的天文台」在Android平台上的新版本(版本2.2)，加入兩項新服務：提供「特別天氣提示」及支援顯示兩個天氣標記。                                                                           |
| 126  | 4月27日  | 2012年7月1日的閏秒                           | 張永祥 嘉賓：朱兆中         | 柯銘強       | 介紹加上閏秒的原因。 |
| 127  | 5月4日   | 2012年4月天氣回顧                            | 劉耀祺                      | 郝孟騫       | 回顧2012年4月的天氣，天氣較正常溫暖，亦曾經出現了幾場大雨。 |
| 128  | 5月11日  | 香港天文台的輻射監測站                       | 吳俊源 主持：陳兆偉         | 郝孟騫       | 介紹天文台輻射監測站。 |
| 129  | 5月18日  | 在2012年5月21日出現罕有的日環食              | 吳俊源 主持：劉廸森         | 柯銘強       | 介紹香港上空在5月21日將出現的日環食。 |
| 130  | 5月25日  | 在2012年6月6日出現罕見的金星凌日             | 張永祥 主持：劉廸森         | 郝孟騫       | 介紹2012年6月6日罕見的金星凌日天文現象。 |
| 131  | 6月1日   | 2012年5月天氣回顧                            | 姚鳳雲                      | 楊威龍       | 回顧2012年5月的天氣，普遍較暖。其中5月3日的最低氣溫為28.0度，是有紀錄以來最早出現的「熱夜」。                                                                                              |
| 132  | 6月8日   | 反軌跡路線圖                                 | 方子泓 主持：唐恆偉         | 張世傑       | 介紹天文台在網站提供的反軌跡路線圖。 |
| 133  | 6月15日  | 飛行體驗計劃                                 | 張永祥 嘉賓：謝淑媚、孔繁耀 | 李炳華       | 介紹天文台安排的飛行體驗活動。 |
| 134  | 6月22日  | 天文台船運界聯絡組                           | 劉耀祺 嘉賓：伍滿照         | 沈志泰       | 介紹「香港天文台船運界聯絡組」。 |
| 135  | 6月29日  | 志願觀測船舶及海港氣象服務                   | 曾淑嫻                      | 林學賢       | 介紹志願觀測船舶規劃及海港氣象服務。 以熱帶氣旋杜蘇芮新聞簡報會取代「週末展望」。 |
| 136  | 7月6日   | 2012年6月天氣回顧                            | 曾淑嫻                      | 柯銘強       | 回顧2012年6月的天氣，較正常少雨，尤以上半月為甚。在下半月，本港分別受到兩個熱帶氣旋影響而曾經發出熱帶氣旋警告。                                                                            |
| 137  | 7月13日  | 橫瀾島氣象站 - 第一部分                      | 方子泓 嘉賓：冼球全         | 柯銘強       | 介紹橫瀾島上的部分設施。 |
| 138  | 7月20日  | 橫瀾島氣象站 - 第二部分                      | 吳俊源 嘉賓：冼球全         | 郝孟騫       | 介紹橫瀾島上的設置的氣象儀器。 |
| 139  | 7月27日  | 1946年以來天文台發出的10號颶風信號           | 姚鳳雲                      | 韓啟光       | 介紹強颱風韋森特吹襲時的情況；過往令天文台發出十號颶風信號熱帶氣旋吹襲的資料。 |
| 140  | 8月3日   | 2012年7月天氣回顧                            | 劉耀祺                      | 郝孟騫       | 回顧2012年7月的天氣。上半月在副熱帶高壓脊持續影響下，本港較正常少雨及溫暖，但下半月西南季候風及強颱風韋森特分別為香港帶來的大雨，彌補了該月雨量偏少的情況。                                |
| 141  | 8月10日  | 酷熱及有煙霞的天氣                           | 張永祥 主持：沈志泰         | 沈志泰       | 解釋位於東海及台灣附近的熱帶氣旋，其外圍下沉氣流引致香港出現酷熱及有煙霞的天氣。 |
| 142  | 8月17日  | 香港氣象及潮水觀測摘要2011                   | 姚鳳雲                      | 馬偉民       | 介紹《香港氣象及潮水觀測摘要2011》內容。 以熱帶氣旋啟德新聞簡報會講述「週末展望」。 |
| 143  | 8月24日  | 更多渠道接收天氣警告通知                     | 吳俊源                      | 李淑明       | 介紹「香港政府通知你」流動電話應用程式接收到天氣警告通知，並可以選擇市民想接收的天氣警告種類。 以熱帶氣旋天秤新聞簡報會取代「週末展望」。                                                  |
| 144  | 8月31日  | 藤原效應                                     | 曾淑嫻                      | 柯銘強       | 介紹藤原效應。 |
| 145  | 9月7日   | 2012年8月天氣回顧                            | 曾淑嫻                      | 郝孟騫       | 回顧2012年8月的天氣。2012年8月是有紀錄以來其中一個最熱的8月，亦是自1992年以來最少雨的8月。                                                                                                 |
| 146  | 9月14日  | 能見度測量方法設計比賽 - 經驗分享            | 方子泓                      | 張世傑       | 請到在香港大學工程學院及香港天文台於2012年中合辦「能見度測量方法設計比賽」中得奬學校香港道教聯合會鄧顯紀念中學的老師黃信德，分享參賽經驗。                                                 |
| 147  | 9月21日  | 能見度測量方法設計比賽 - 得奬作品介紹        | 張永祥                      | 張世傑       | 請到在香港大學工程學院及香港天文台於2012年中合辦「能見度測量方法設計比賽」中得奬學校香港道教聯合會鄧顯紀念中學的同學陳立霖、劉禮夫、郭沛曦、凌啟量、歐陽志傑，介紹參賽作品及分享參賽經驗。 |
| 148  | 9月28日  | 「我的天文台」新增試驗版「定點降雨預報」服務 | 曾淑嫻 主持：蔡振榮         | 李淑明       | 介紹「我的天文台」上推出試驗版「定點降雨預報」服務，讓用戶輕鬆掌握身處位置或指定地點未來兩小時的降雨情況。 以中秋及國慶假期天氣展望新聞簡報會講述「週末展望」。                            |
| 149  | 10月5日  | 2012年9月天氣回顧                            | 曾淑嫻                      | 柯銘強       | 回顧2012年9月的天氣，是較正常少雨，同時亦較正常和暖及陽光較多。 |
| 150  | 10月12日 | 天文台首次裝設「流動探空系統」-第一部分      | 劉耀祺 主持：梁敏儀         | 唐恆偉       | 介紹天文台為支援中國人民解放軍八一跳傘隊於2012年7月分別在香港大球場及維多利亞公園表演跳傘，而裝設的一套流動探空系統，可在香港不同地點量度高空風。                                          |
| 151  | 10月19日 | 天文台首次裝設「流動探空系統」-第二部分      | 吳俊源 主持：楊雨善         | 張世傑       | 介紹天文台為支援中國人民解放軍八一跳傘隊於2012年7月分別在香港大球場及維多利亞公園表演跳傘，而裝設的一套流動探空系統，可在香港不同地點量度高空風。                                          |
| 152  | 10月26日 | 閃電探測器設計比賽                           | 張永祥 主持：葉志立         | 楊威龍       | 介紹由香港天文台、香港大學工程學院及香港氣象學會聯合舉辦「閃電探測器設計比賽」。 |
| 153  | 11月2日  | 推出網上地震感覺報告                         | 吳俊源 主持：劉廸森         | 郝孟騫       | 介紹天文台在其網站推出的網上地震感覺報告。 |
| 154  | 11月9日  | 2012年10月天氣回顧                           | 方子泓                      | 李耀暉       | 回顧2012年10月的天氣，較正常少雨，月總雨量只有正常值約46%。 |
| 155  | 11月16日 | 機場多普勒天氣雷達                           | 姚鳳雲 主持：謝淑媚         | 柯銘強       | 介紹多普勒天氣雷達以探測風切變。 |
| 156  | 11月23日 | 實驗性X-波段雙偏振多普勒天氣雷達             | 劉耀祺 主持：江偉           | 張世傑       | 介紹實驗性X-波段雙偏振多普勒天氣雷達。 |
| 157  | 11月30日 | 2012年11月天氣回顧                           | 張永祥                      | 柯銘強       | 回顧2012年11月的天氣，全月雨量較正常多，但自本年一月起的總雨量則較正常少。 |
| 158  | 12月7日  | 長者天氣資訊新一頁                           | 曾淑嫻                      | 柯銘強       | 由助理台長鄭楚明與長者安居協會記者會上介紹「關顧長者天氣資訊」網頁。 |
| 159  | 12月14日 | 極地軌道衛星圖像                             | 劉耀祺 主持：蘇志權         | 楊威龍       | 介紹天文台在11月20日開始在網站發放更多的極地軌道衛星圖像。 |
| 160  | 12月21日 | 寒冷天氣警告的歷史資料                       | 方子泓                      | 蔡振榮       | 介紹寒冷天氣警告的歷史資料。 |
| 161  | 12月28日 | 2012年天氣回顧-第一部分                      | 吳俊源                      | 林靜芝       | 回顧2012年的天氣情況，包括：年初氣溫較正常低；5月3日出現最早熱夜；有紀錄以來其中一個最熱的8月；強颱風韋森特帶來1999年以來首個十號颶風信號。 以寒冷天氣新聞簡報會講述「週末展望」。         |

### 2013年（天氣報告短片）
| 集數 | 日期     | 主題                                        | 旁白/嘉賓                         | 天氣展望主持 | 簡介 |
| 162  | 1月4日   | 2012年天氣回顧-第二部分                     | 劉耀祺                            | 蔡振榮       | 繼續回顧2012年的天氣情況及回顧全年一般氣象數據的數值。 |
| 163  | 1月11日  | 「二十四節氣氣候」網頁                      | 姚鳳雲                            | 楊威龍       | 介紹天文台網頁內加入了有關「節氣」的氣候資料。 |
| 164  | 1月18日  | 天文台的YouTube天氣短片收錄                 | 方子泓                            | 郝孟騫       | 介紹天文台收錄了部分的專題介紹短片並加上中文字幕。 |
| 165  | 1月25日  | 「MyWorldWeather」支援更多語言及Android平台 | 張永祥                            | 沈志泰       | 介紹「MyWorldWeather」新版本，支援更多語言。在Android平台上的試驗版本亦同時推出。 |
| 166  | 2月1日   | 「打電話問天氣系統」加強內容                | 吳俊源 主持：屈錦城               | 李耀暉       | 介紹加強「打電話問天氣系統」的部分功能，包括加入了「七天天氣預報」的「天氣概況」。 |
| 167  | 2月8日   | 2013年1月天氣回顧                           | 劉耀祺                            | 李淑明       | 回顧2013年1月的天氣，天氣特徵為陽光充沛及少雨。 以農曆新年天氣展望新聞發佈會取代「週末展望」。 |
| 168  | 2月15日  | 香港天文台引領颱風委員會變革                | 方子泓                            | 李耀暉       | 介紹在香港舉辦的第四十五屆颱風委員會會議。 |
| 169  | 2月22日  | 香港潮汐表及香港天文台年曆2013              | 張永祥                            | 蔡振榮       | 介紹由香港天文台出版、已公開發售的《2013年香港潮汐表》和《香港天文台年曆2013》。 |
| 170  | 3月1日   | 2013年2月天氣回顧                           | 姚鳳雲                            | 李耀暉       | 回顧2013年2月的天氣。 |
| 171  | 3月8日   | 香港天文台1883大樓                          | 劉耀祺 主持：張敏思               | 柯銘強       | 介紹1883大樓。 |
| 172  | 3月15日  | 天文台歷史室-第一部分                       | 吳俊源 主持：張敏思               | 李子維       | 介紹香港天文台總部「歷史室」部分展品。 |
| 173  | 3月22日  | 天文台台長匯報最新發展                      | 姚鳳雲                            | 李耀暉       | 香港天文台台長岑智明於3月18日在記者會上介紹天文台的最新發展及一系列標誌天文台成立一百三十周年的活動。 |
| 174  | 3月28日  | 天文台慶祝成立一百三十周年                  | 方子泓                            | 李耀暉       | 介紹3月23日慶祝天文台成立一百三十周年及世界氣象日典禮情況。 |
| 175  | 4月5日   | 2013年3月天氣回顧                           | 曾淑嫻                            | 蔡振榮       | 回顧2013年3月的天氣，遠較正常溫暖。 |
| 176  | 4月12日  | 香港天文台推出個人版網站                    | 曾淑嫻                            | 李耀暉       | 介紹天文台個人版網站。 |
| 177  | 4月19日  | Twitter全球5.0級或以上地震速報              | 姚鳳雲 主持：劉廸森               | 楊威龍       | 介紹天文台在Twitter推出的全球5.0級或以上的地震信息。 |
| 178  | 4月26日  | 天文台推出香港分區天氣網頁加強版            | 方子泓                            | 李耀暉       | 介紹天文台新增一個基於地理信息顯示平台的香港分區天氣網頁各項功能。 |
| 179  | 5月3日   | 2013年4月天氣回顧                           | 吳俊源                            | 蔡振榮       | 回顧2013年4月的天氣，主要特徵為天色陰暗及天氣不穩定，出現較多雷暴及較正常多雨。 |
| 180  | 5月10日  | 氣候資料服務第一部分                        | 方子泓                            | 江如秋       | 介紹氣候資料服務。 |
| 181  | 5月16日  | 氣候資料服務第二部分                        | 劉耀祺                            | 蔡振榮       | 介紹氣候資料服務。 |
| 182  | 5月24日  | 台長接受中國新華電視《港府傳真》訪問        | 張永祥                            | 張冰         | 介紹天文台台長岑智明先生接受中國新華電視《港府傳真》訪問的主要內容。 |
| 183  | 5月31日  | 天文台歷史室-第二部分                       | 姚鳳雲 主持：張敏思               | 李子維       | 介紹香港天文台總部「歷史室」部分展品。 |
| 184  | 6月7日   | 2013年5月天氣回顧                           | 吳俊源                            | 陳兆偉       | 回顧2013年5月的天氣，遠較正常陰暗及多雨。天文台在5月2日早上的最低氣溫下降至16.6度，是自1917年以來5月份的最低紀錄。另外在5月22日清晨開始，香港有滂沱大雨及強烈雷暴，天文台於當日早上4時10分發出自2010年7月以來首個黑色暴雨警告信號。 |
| 185  | 6月14日  | 加強熱帶氣旋資訊服務                        | 劉耀祺                            | 林靜芝       | 介紹加強的熱帶氣旋路徑資訊網頁(地理信息系統版)。 以南海北部低壓區新聞發佈會講述「週末展望」。 |
| 186  | 6月21日  | 用戶分享使用數碼天氣預報的經驗              | 姚鳳雲                            | 宋文娟       | 請來中國香港旅行遠足聯會主席周國強先生，分享使用「數碼天氣預報」服務的經驗。 以熱帶氣旋貝碧嘉新聞發佈會講述「週末展望」。 |
| 187  | 6月28日  | 「閃電探測器設計比賽」得獎分享              | 方子泓                            | 蔡振榮       | 請來由香港天文台、香港大學工程學院及香港氣象學會聯合舉辦的「閃電探測器設計比賽」高級組冠軍香港道教聯合會鄧顯紀念中學的同學何浩文、吳啟榮、陳樂軒介紹參賽經驗。                                                                      |
| 188  | 7月5日   | 2013年6月天氣回顧                           | 吳俊源                            | 李耀暉       | 回顧2013年6月的天氣，較正常炎熱，以及發出2013年首個熱帶氣旋警告。 |
| 189  | 7月12日  | 「香港天文台 ─ 有緣相聚百三載」展覽開幕     | 張永祥                            | 李耀暉       | 介紹7月9日「香港天文台—有緣相聚百三載」展覽開幕典禮的情況。由署理康樂及文化事務署署長鄭錦榮和香港天文台台長岑智明主持開幕典禮。 |
| 190  | 7月19日  | 「香港天文台 ─ 有緣相聚百三載」展覽內容介紹 | 劉耀祺 主持：楊漢賢               | 宋文娟       | 介紹「香港天文台—有緣相聚百三載」展覽部分內容。 以南海中部低壓區新聞發佈會講述「週末展望」。 |
| 191  | 7月26日  | 全新「天氣精靈」工具程式                    | 曾淑嫻 主持：柯銘強               | 李子維       | 介紹全新的「天氣精靈」工具程式(版本 3.0)。 |
| 192  | 8月2日   | 2013年7月天氣回顧                           | 姚鳳雲                            | 莫慶炎       | 回顧2013年7月的天氣，雨量比正常多。 以熱帶氣旋飛燕新聞發佈會講述「週末展望」。 |
| 193  | 8月9日   | 雲隙光                                      | 姚鳳雲 主持：林學賢               | 李子維       | 介紹「雲隙光」的成因。 |
| 194  | 8月16日  | 特別天氣新聞簡報會                          | 曾淑嫻                            | 江如秋       | 介紹特別天氣時於天文台總部錄影室召開簡報會的情況。 |
| 195  | 8月23日  | 天文台推出新流動應用程式iCWeatherOS         | 曾淑嫻 主持：陳勇                 | 李耀暉       | 介紹天文台於iPhone平台推出的新流動應用程式「iCWeatherOS」。 |
| 196  | 8月30日  | 大老山天氣雷達站                            | 曾淑嫻 主持：蘇志權               | 楊漢賢       | 介紹大老山雷達站更新的歷史。 |
| 197  | 9月6日   | 2013年8月天氣回顧                           | 方子泓                            | 李子維       | 回顧2013年8月的天氣，天色較為陰暗，總雨量則稍高於正常。 |
| 198  | 9月13日  | 香港天文台教育資源電子通訊                  | 曾淑嫻 主持：楊賀基               | 李耀暉       | 介紹香港天文台教育資源電子通訊。 |
| 199  | 9月19日  | 中秋節天氣及熱帶氣旋「天兔」對香港的影響    | 吳俊源                            | 莫慶炎       | 預報中秋節香港的天氣情況，同時提醒市民留意熱帶氣旋「天兔」，在未來數天可能影響香港。 以中秋節（9月19日）天氣及賞月錦囊、熱帶氣旋天兔新聞發佈會講述「週末展望」。                                                                    |
| 200  | 9月27日  | 香港分區天氣網頁加強版                      | 劉耀祺 主持：陳兆偉，旁述：余美鳳 | 李子維       | 介紹加強版香港分區天氣網頁(地理信息系統平台版)。 |
| 201  | 10月4日  | 2013年9月天氣回顧                           | 方子泓                            | 李鳳瑩       | 回顧2013年9月的天氣。雨量比正常多，整體比正常稍涼，但亦曾出現酷熱及高溫的天氣。 |
| 202  | 10月11日 | 天文台吉祥物「度天隊長」- 第一部分          | 曾淑嫻 演出：林靜芝               | 蔡振榮       | 介紹天文台吉祥物「度天隊長」。 |
| 203  | 10月18日 | 天文台吉祥物「度天隊長」- 第二部分          | 曾淑嫻 演出：林靜芝               | 蔡振榮       | 介紹天文台吉祥物「度天隊長」。 |
| 204  | 10月25日 | 「我的天文台」Android 平台新版本3.1         | 姚鳳雲 主持：柯銘強               | 李子維       | 介紹天文台於Android平台上推出的流動應用程式「我的天文台」版本3.1。 |
| 205  | 11月1日  | 香港天文台敎育資源電子通訊第三十九期        | 姚鳳雲                            | 黃永德       | 介紹最新一期「香港天文台敎育資源電子通訊」。 以熱帶氣旋羅莎新聞發佈會取代「週末展望」。 |
| 206  | 11月8日  | 2013年10月天氣回顧                          | 吳俊源                            | 江如秋       | 回顧2013年10月的天氣，陽光充沛及較正常乾燥，而總雨量只為正常數值的百分之3左右。 |
| 207  | 11月15日 | 童建低碳香港計劃的小記者訪問天文台台長      | 姚鳳雲、張永祥                    | 蔡子淳       | 報導「童建低碳香港」計劃的小記者訪問天文台台長。 |
| 208  | 11月22日 | 「光科網」彗星在香江天際現身                | 吳俊源 主持：劉廸森               | 蔡振榮       | 介紹「光科網」彗星11月28日經過近日點的天文現象。 |
| 209  | 11月29日 | 天文台季度預報服務                          | 方子泓 主持：唐恆偉               | 蔡子淳       | 介紹季度預報服務。 |
| 210  | 12月6日  | 2013年11月天氣回顧                          | 劉耀祺                            | 蔡振榮       | 回顧2013年11月的天氣，比正常多雨及陰暗。 |
| 211  | 12月13日 | 天文台及長者安居協會提醒市民為寒潮作好準備  | 姚鳳雲                            | 鄭楚明       | 天文台及長者安居協會召開記者會提醒市民為寒潮作好準備，天文台助理台長鄭楚明及長者安居協會行政總裁梁淑儀出席。 以該記者會上講述的天氣預測取代「週末展望」。                                                                           |
| 212  | 12月20日 | 「我的航空天氣」流動應用程式                | 張永祥                            | 蔡振榮       | 報導「香港國際機場機場氣象所十五周年暨航空界新流應用程式啟用」記者會，天文台助理台長劉心怡、香港青年航空學會技術訓練總監蘇啟彥及香港航空機主及飛行員協會會長錢耀昌出席。亦介紹新流動應用程式「我的航空天氣」。                      |
| 213  | 12月27日 | 天文台電視天氣節目新一頁                    | 姚鳳雲 主持：楊漢賢               | 李子嘉       | 介紹12月30日起天文台為電視天氣節目來一次大革新。 |

### 2014年
| 集數 | 日期     | 主題             | 主持/嘉賓/演出              | 簡介 |
| 1    | 1月3日   | 小寒與冬季季候風 | 楊漢賢                      | 介紹24節氣中的小寒及影響華南沿岸的冬季季候風。 |
| 2    | 1月10日  | 極地渦旋         | 楊國仲                      | 介紹極地渦旋，及2014年北美嚴寒天氣與極地渦旋的關係。 |
| 3    | 1月17日  | 風寒效應         | 林學賢                      | 介紹風寒效應、體感溫度以及寒冷天氣警告。 |
| 4    | 1月24日  | 輻射冷卻         | 楊國仲                      | 解釋為何新界部分地區在某些天氣情況下比市區顯著較冷，日夜溫差好像寒暑交替，晚間冷卻效應與「輻射」又有何關連，及公眾從何可以得知香港不同地點未未來數天的天氣預測。 |
| 5    | 1月31日  | 冰雪蓋香江       | 楊漢賢                      | 圍繞香港的寒冷天氣現象，並帶大家探究香港以往有多冷及香港下雪之謎。                                                                                               |
| 6    | 2月7日   | 冷風？冷鋒！     | 林學賢                      | 解釋甚麼是「冷鋒」，以及冷鋒過境怎樣影響我們的天氣。又會解釋為何冷鋒過後有時濕凍下雨，有時卻乾燥晴朗。                                                           |
| 7    | 2月14日  | 靜夜凝霜         | 楊漢賢                      | 去到北區的打鼓嶺，看看1月21日當地結霜現象，並淺談那裏的低溫天氣。又會介紹霜凍警告。                                                                              |
| 8    | 2月21日  | 衝上雲霄的不穩定 | 楊國仲 嘉賓：張冰           | 淺談湍流及風切變。 |
| 9    | 2月28日  | 機師遇上「貓」   | 楊國仲 嘉賓：張冰           | 淺談晴空湍流及走進飛機的駕駛室，看看會否看見「貓」。 |
| 10   | 3月7日   | 難為季節定分界   | 林學賢                      | 內容解釋季節開始的定義。解答農曆「立春」是否春天的開始。 |
| 11   | 3月14日  | 攝雲海           | 楊漢賢 嘉賓：蘇嘉進、曾嘉榮 | 帶大家登上全港最高的山峰，看看壯麗的雲海奇景，並讓攝影高手（包括設計師蘇嘉進及商品攝影師曾嘉榮）分享運用天氣資訊的心得。                                         |
| —    | 3月14日  | 《攝雲海》後記   | 楊漢賢 嘉賓：蘇嘉進、曾嘉榮 | 由兩位嘉賓深入淺出，暢談有關雲海的拍攝攻略及感受。 |
| 12   | 3月21日  | 霧 = 雲？        | 林學賢                      | 解答霧與雲的分別和闡釋海霧的形成機制。 |
| 13   | 3月28日  | 風球‧郵寄        | 楊國仲                      | 介紹香港郵政首次發行的「天氣現象」郵票系列及淺談「風球」的歷史。                                                                                                 |
| 14   | 4月4日   | 冰工廠           | 楊國仲                      | 淺談冰雹的形成過程及一些香港落雹的統計。 |
| 15   | 4月11日  | 清明與驚蟄       | 楊漢賢                      | 從統計角度分析「清明」及「驚蟄」兩個節氣的天氣特色。 |
| 16   | 4月18日  | 「九天」玄機     | 楊漢賢、李鳳瑩              | 拆解天文台在4月1日推出的「九天天氣預報」，並教大家如何醒目使用這項新服務。                                                                                       |
| 17   | 4月25日  | 「色」「色」相關 | 楊國仲                      | 淺談天文台暴雨警告系統的歷史及一些統計數字。 |
| 18   | 5月2日   | 先知黃紅黑       | 楊國仲 嘉賓：胡宏俊         | 淺談天文台預報員常用的暴雨預測工具。 |
| 19   | 5月9日   | 龍捲風暴（一）   | 林學賢                      | 分辨颱風和龍捲風，和解釋為何香港和內地出現的龍捲風沒有美國中西部的猛烈和頻密。                                                                                   |
| 20   | 5月16日  | 龍捲風暴（二）   | 林學賢                      | 比較颱風和龍捲風，那一種風暴的破壞力較強。 |
| 21   | 5月23日  | 我的雷達日記     | 楊國仲 嘉賓：盧偉雄         | 與雷達機械師盧偉雄去大欖涌天氣雷達站，看看他們一天的工作。 |
| 22   | 5月30日  | 暴雨趨勢         | 演出：楊漢賢、李細明        | 從氣候變化的角度，剖析香港的暴雨趨勢及未來可能出現的結果。 |
| 23   | 6月6日   | 暖化之後...      | 演出：楊漢賢、李細明        | 淺談全球暖化如何導致極端天氣增加。 |
| 24   | 6月13日  | 特別天氣提示     | 楊國仲                      | 簡介天文台在網頁及流動應用程式「我的天文台」所發放的「特別天氣提示」。                                                                                           |
| 25   | 6月20日  | 擇個好日子       | 林學賢                      | 解釋為何香港在七月初通常會出現較好的天氣。 |
| 26   | 6月27日  | 熱帶氣旋的分類   | 楊國仲                      | 簡介熱帶氣旋的分類。 |
| 27   | 7月4日   | 風暴潮           | 楊漢賢                      | 講解颱風引致的風暴潮及回顧歷史案例。 部份片段剪輯自香港電台節目《氣象萬千IV》第1集「颱風駕臨」。                                                                 |
| 28   | 7月11日  | 水浸眼眉！       | 演出：楊漢賢、李細明        | 淺談全球暖化如何導致水位上升及風暴潮風險增加。 |
| 29   | 7月18日  | 溫黛風災         | 宋文娟                      | 與幾位親身經歷1962年溫黛風災的長者（黃成就、屈友田、劉廣聯）回顧當年風災的慘況，從而提醒市民對熱帶氣旋應保持警覺，做好防風措施。                                 |
| 30   | 7月25日  | 環流之下         | 林學賢                      | 解釋為何熱帶氣旋遠在千里，卻為香港帶來灰霾和酷熱的天氣。 |
| 31   | 8月1日   | 看圖認路         | 楊國仲                      | 淺談天文台發放的熱帶氣旋路徑圖上所顯示的資料。 |
| 32   | 8月8日   | 京士柏氣象站     | 林學賢                      | 參觀京士柏氣象站。 |
| 33   | 8月15日  | 非一般的氣球     | 楊國仲                      | 淺談天文台利用探空氣球進行高空氣象觀測。 |
| 34   | 8月22日  | 烈日當空         | 楊漢賢                      | 淺談有關陽光的觀測及誤解。 |
| 35   | 8月29日  | 紫外線           | 楊漢賢                      | 講解紫外線與防曬措施。 |
| 36   | 9月5日   | 潮出沒注意！     | 劉廸森                      | 淺談潮水漲退的成因。 |
| 37   | 9月12日  | 超「朔」望月     | 楊漢賢                      | 淺談坊間稱之為「超級月亮」的滿月現象。 |
| 38   | 9月19日  | 度水             | 林學賢                      | 講解蒸發量的量度方法。 |
| 39   | 9月26日  | 熱力迫人678      | 演出：蔡振榮、唐恆偉        | 由科學主任淺談2014年熱力迫人的六、七、八月。 部份片段剪輯自香港電台節目《氣象萬千IV》第4集「滴水難求」。                                                         |
| 40   | 10月3日  | 明月幾時無？     | 劉廸森 嘉賓：梁偉明         | 深入淺出解釋月食現象，並請來香港太空館館長梁偉明先生傾囊相授，教大家觀賞十月八日的月全食。                                                                       |
| 41   | 10月10日 | 湧浪             | 楊漢賢                      | 淺談湧浪，並以實例說明其潛在危險。 部份片段剪輯自香港電台節目《氣象萬千IV》第1集「颱風駕臨」。                                                                   |
| 42   | 10月17日 | 風高物燥         | 林學賢                      | 講解發出火災危險警告的準則。 |
| 43   | 10月24日 | 秋風夜雨         | 楊漢賢                      | 介紹海陸風，並淺談華南沿岸地區的秋風夜雨。 |
| 44   | 10月31日 | 東北季候風       | 楊國仲                      | 淺談東北季候風的成因、介紹強烈季候風信號及天文台為何不再「懸掛信號」。                                                                                           |
| 45   | 11月7日  | 賞雲曲（一）     | 楊漢賢 嘉賓：吳思朗         | 欣賞香港美麗的雲彩，並分享賞雲的小貼士。天氣觀測課程學員吳思朗分享心得。                                                                                         |
| 46   | 11月14日 | 雷達vs衛星       | 林學賢                      | 講解天氣雷達與氣象衛星的運作原理 |
| 47   | 11月21日 | 淺談雷達圖像     | 江偉 嘉賓：李月嬋           | 由科學主任李月嬋簡介天文台在香港設置的天氣雷達及淺談雷達圖像的一些重要資訊。                                                                                     |
| 48   | 11月28日 | 賞雲曲（二）     | 楊漢賢 嘉賓：楊佩儀         | 由高級科學助理楊佩儀透過實例教大家識別不同的雲種，並示範如何運用手指推斷雲層的高低。                                                                             |
| 49   | 12月5日  | 秋冬「潮」流     | 林學賢                      | 講解東風潮和北風潮的分別，和對香港天氣的影響。 |
| 50   | 12月12日 | 幻彩霓虹         | 林學賢                      | 講解雙彩虹是怎樣形成。 |
| 51   | 12月19日 | 冬大過年         | 李鳳瑩                      | 介紹二十四節氣之－「冬至」。 |
| 52   | 12月26日 | 2014天氣回顧     | 楊漢賢、林學賢              | 回顧2014年的重要天氣事件，包括3月30日大雷雨、熱帶氣旋海鷗、異常高溫的夏季。                                                                                      |

### 2015年
| 集數 | 日期     | 主題                       | 主持/嘉賓/演出              | 簡介 |
| 53   | 1月2日   | 寒冷天氣警告               | 楊國仲                      | 淺談寒冷天氣警告。 |
| 54   | 1月9日   | 山嶺寒風                   | 楊漢賢                      | 一起登高到昂坪觀日出，並淺談山嶺上的風寒效應。                                                                                          |
| 55   | 1月16日  | 何家是「寒」舍？           | 楊漢賢                      | 一起尋找全港最寒之地，並介紹各區的微氣候特徵，及淺談打鼓嶺的低溫天氣                                                                    |
| 56   | 1月23日  | 觀「光」攻略               | 林學賢                      | 探討哪裡是觀賞極光的最佳地方。 |
| 57   | 1月30日  | 別有洞天                   | 李鳳瑩                      | 介紹雨幡洞。 |
| 58   | 2月6日   | 如霜又像雪                 | 楊國仲                      | 淺談本港冬季罕見的天氣現象 – 霧凇。 |
| 59   | 2月13日  | 日月光環                   | 林學賢                      | 介紹兩種大氣光學現象 —「暈」和「華」。                                                                                                  |
| 60   | 2月20日  | 年花盛放                   | 楊漢賢 嘉賓：梁日信、李永強 | 欣賞年花，並下鄉了解背後的氣象因素。 |
| 61   | 2月27日  | 起飛在石崗                 | 楊國仲 嘉賓：潘柏宇、陸嘉樂 | 到石崗軍營乘飛機，由香港飛行協會公共關係及通訊科代表潘柏宇及機場氣象所觀測員陸嘉樂介紹。                                                |
| 62   | 3月6日   | 飛機雲                     | 李鳳瑩                      | 介紹飛機雲。 |
| 63   | 3月13日  | 霧出沒注意！               | 楊國仲                      | 淺談霧的成因及霧、薄霧和雲的分別。 |
| 64   | 3月20日  | 暖化，何價？               | 演出：楊漢賢、李細明        | 探討氣候暖化所帶來的糧食危機。 |
| 65   | 3月27日  | 世界氣象日                 | 林學賢                      | 介紹「世界氣象日」和台長親述2015年全年展望。                                                                                            |
| 66   | 4月3日   | 復活在何日？               | 劉廸森                      | 解釋復活節的日子每年都不同的原因。 |
| 67   | 4月10日  | 氣候ABC                    | 楊漢賢                      | 講解「氣候」和「天氣」的分別。 |
| 68   | 4月17日  | 雨季來臨                   | 李鳳瑩                      | 踏入四月，雨季來臨。淺談天文台暴雨警告系統。                                                                                            |
| 69   | 4月20日  | 流動探空                   | 林學賢                      | 介紹天文台新添置的流動探空系統！ |
| 70   | 4月27日  | 雲間傳奇（一）電母雷神     | 楊漢賢                      | 訴說「雷神」和「電母」的傳奇故事。 |
| 71   | 5月8日   | 雲間傳奇（二）山雨欲來…    | 楊漢賢                      | 揭開「石湖風」的神秘面紗。 |
| 72   | 5月15日  | 吃不得的「豬腰」           | 楊國仲                      | 介紹用來預測熱帶氣旋來襲時本港風力變化的工具。                                                                                          |
| 73   | 5月22日  | 天文台的「沙灘波」         | 楊國仲                      | 介紹用來預測熱帶氣旋來襲時本港風向變化的工具。                                                                                          |
| 74   | 5月29日  | 夏日防曬                   | 李鳳瑩                      | 介紹太陽紫外線對我們的影響及我們應該採取的防曬措施。                                                                                    |
| 75   | 6月5日   | 天狗食日                   | T.P. Lam                    | 以動畫手法淺談日食的民間故事及真正成因。 該集是天文台與香港知專設計學院合辦「氣象冷知識創作計劃」的作品，由該校學生製作。               |
| 76   | 6月12日  | 圖像轉3D，天氣明多啲 ;-)   | 楊漢賢                      | 教導市民正確解讀天氣雷達圖像，並預覽天文台最新發展的電視天氣圖。                                                                        |
| 77   | 6月19日  | 人影                       | 林學賢                      | 講解人工影響天氣是如何操作。 |
| 78   | 6月26日  | 一秒不能少                 | 劉廸森                      | 淺談閏秒的由來。 |
| 79   | 7月3日   | 五天路徑                   | 李鳳瑩                      | 介紹五天的熱帶氣旋路徑預報圖。 |
| 80   | 7月10日  | 雲隙光                     | 林學賢                      | 解構雲隙光。 |
| 81   | 7月17日  | 水位上升你要知             | 劉廸森                      | 淺談香港海平面上升的趨勢及對我們的威脅。另外亦會訪問參加「海平面量度裝置設計比賽」得獎學生感受。                                        |
| 82   | 7月24日  | 百年一度，當佢無到？！     | 岑富祥 聲演：吳玉音         | 拆解氣候謬誤，以正確理解氣溫上升的長期趨勢及影響。                                                                                      |
| 83   | 7月31日  | 黑球                       | 林學賢                      | 介紹西南季候風和強烈季候風訊號。 |
| 84   | 8月7日   | 流星雨                     | 李鳳瑩                      | 介紹流星雨。 |
| 85   | 8月14日  | 茫茫大海中的好幫手         | 劉廸森                      | 淺談海上氣象觀測。 |
| 86   | 8月21日  | 暖化係共識，仲有人未識？！ | 岑富祥 聲演：吳玉音         | 講解氣候變化共識及簡介「IPCC」是甚麼組織。                                                                                              |
| 87   | 8月28日  | 香港好地方！               | 楊漢賢 演出：蘇錦樑         | 介紹天文台氣候資料服務。商務及經濟發展局局長蘇錦樑客串演出。                                                                            |
| 88   | 9月4日   | 日照知多少                 | 楊國仲                      | 淺談一些用來量度日照的儀器。 |
| 89   | 9月11日  | 焚風                       | 林學賢                      | 介紹焚風和其形成機制。 |
| 90   | 9月18日  | 水位唔過膝頭唔駛驚？！     | 岑富祥                      | 介紹氣候變化導致海平面上升，拆解當中的謬誤，並分析與風暴潮相關的風險。 部份片段自教育電視氣候變化特備節目《全球變暖：迫在眉睫的危機》。 |
| 91   | 9月25日  | 中秋超級月亮               | 李鳳瑩                      | 講解當年中秋節的「超級月亮」。 |
| 92   | 10月2日  | 月亮錯覺                   | 李鳳瑩                      | 講解一些有趣的月亮問題。 |
| 93   | 10月9日  | 煙花與煙                   | 林學賢                      | 探究為甚麼煙花過後濃煙久久不散。 |
| 94   | 10月16日 | 雷達雙聲道                 | 楊漢賢                      | 介紹天文台位於大老山的新天氣雷達，並講解什麼是「雙偏振」及其功能。                                                                      |
| 95   | 10月23日 | 熱力迫人678‧2015           | 演出：蔡振榮、唐恆偉        | 淺談酷熱的2015年夏季。 |
| 96   | 10月30日 | 氣象無國界                 | 楊國仲                      | 跳出香港，到泰國氣象局看看他們的預報中心。                                                                                              |
| 97   | 11月6日  | 一號戒備信號睇真D          | 蔡子淳                      | 淺談當熱帶氣旋逐漸接近或遠離時，同樣是一號戒備信號，大家分別要注意的事項。                                                              |
| 98   | 11月13日 | 氣候是怎樣分類的？         | 林學賢                      | 探討氣候的分類。 |
| 99   | 11月20日 | 北極熊的明天？             | 聲演：岑富祥、吳玉音        | 講解全球暖化如何導致北極海冰減少，令北極熊成為受害者。                                                                                  |
| 100  | 11月27日 | 買樓要買向南樓？           | 李鳳瑩                      | 講解為什麼「買樓要買向南樓」。 |
| 101  | 12月4日  | 黃茅洲--守護香港三十年     | 李鳳瑩 嘉賓：岑智明、邱禮堅 | 由天文台台長岑智明及高級雷達機械師邱禮堅介紹守護了香港三十年的黃茅洲自動氣象站。                                                        |
| 102  | 12月11日 | 天氣與健康─冬日篇          | 楊國仲 嘉賓：陳英凝         | 請來香港中文大學CCOUC災害與人道救援研究所所長陳英凝教授會與大家分享，寒冷天氣下的注意事項。                                             |
| 103  | 12月18日 | 氣候峰會COP21              | 演出：楊漢賢、李細明        | 扼要回顧氣候峰會COP21歷史背景並點出其重要成果。                                                                                         |
| 104  | 12月25日 | 2015天氣回顧               | 林學賢、李鳳瑩              | 回顧2015年的重要天氣事件，包括1月19日雨幡洞、8月8日天文台錄得36.3度之高溫、8月及9月完全無需發出熱帶氣旋警告。                           |

### 2016年
| 集數 | 日期     | 主題                         | 主持/嘉賓/演出               | 簡介 |
| 105  | 1月1日   | 破舊立新                     | 李鳳瑩                       | 回顧2015年香港打破了的天氣紀錄。 |
| 106  | 1月8日   | 未來報告                     | 楊漢賢 配音：吳玉音          | 請來不同國家的天氣主播為大家報告2050年可能出現的天氣情景。 |
| 107  | 1月15日  | 地「洞」山「窰」             | 楊國仲 嘉賓：劉廸森          | 談談流傳已久，在天文台的地下室。 |
| 108  | 1月22日  | 冷若冰霜                     | 林學賢                       | 分辨雨夾雪和凍雨，並解釋其形成機制。 |
| 109  | 1月29日  | 高空擾動                     | 李鳳瑩                       | 講解甚麼是「高空擾動」。 |
| 110  | 2月5日   | 多雨極寒的一月               | 楊漢賢                       | 一起回顧2016年1月的極端寒冷及多雨天氣。 |
| 111  | 2月12日  | 物候                         | 林學賢                       | 解釋何謂「物候」。 |
| 112  | 2月19日  | 年年有風雪， 何來變暖？      | 岑富祥 度天隊長配音：吳玉音  | 拆解世界各地年年都會出現大風雪與全球暖化的謬誤。 |
| 113  | 2月26日  | 北極濤動                     | 楊漢賢                       | 淺談「北極濤動」現象與極地冷空氣南侵兩者之間的微妙關係。 |
| 114  | 3月4日   | 日偏食                       | 李鳳瑩                       | 介紹當年3月9日在香港出現的「日偏食」。 |
| 115  | 3月11日  | 海嘯                         | 劉廸森                       | 解釋海嘯的形成機制，和探討香港會否出現大型海嘯。 |
| 116  | 3月18日  | 潮汐站                       | 劉廸森                       | 淺談一些香港現時用作實時測量潮汐水位高度的儀器。 |
| 117  | 3月25日  | 波波捕獲冰冰                 | 楊漢賢                       | 透過高空氣象分析及地面觀測實例，講解主宰嚴冬降水類型的關鍵因素。 |
| 118  | 4月1日   | 氣象無國界─阿拉木圖篇        | 楊國仲                       | 再次跳出香港，到哈薩克斯坦的阿拉木圖看看他們的天氣預報中心。 |
| 119  | 4月8日   | 穿梭雲霧間                   | 楊漢賢                       | 請來風景攝影愛好者（包括潘志良、蘇嘉進、劉政邦、文錦豪、紀志強）分享他們捕捉雲霧的經驗，以及如何應用高空氣象觀測資料。 另有《後記》，由攝影師們逐一分享拍攝雲海經驗。 |
| 120  | 4月15日  | 天氣與健康─春回大地篇        | 楊國仲 嘉賓：陳英凝          | 請來香港中文大學CCOUC災害與人道救援研究所所長陳英凝教授會與大家分享，在溫暖潮濕的春季日子，個人及公共衛生要注意的事項。 |
| 121  | 4月22日  | 雲霧逆溫層                   | 楊漢賢                       | 透過照片及高空氣象觀測資料實例，介紹「逆溫層」與淺薄層雲之間的關係。 |
| 122  | 4月29日  | 大雨預報的挑戰               | 李鳳瑩                       | 透過實例探討大雨預報的挑戰。 |
| 123  | 5月6日   | 天氣系統尺度                 | 林學賢                       | 探討天氣系統的大小與預報的關係。 |
| 124  | 5月13日  | 華氏與攝氏                   | 聲演：李日朗、馮子軒         | 以動畫手法淺談溫度單位華氏及攝氏的起源。 該集是天文台與香港知專設計學院合辦「氣象冷知識創作計劃」的作品，由該校學生製作。 |
| 125  | 5月20日  | 火星衝日                     | 聲演：黎佩嘉、黎珀言、黎巧伶 | 以定格動畫手法淺談火星衝日現象及觀看火星衝日的日期。 該集是天文台與香港知專設計學院合辦「氣象冷知識創作計劃」的作品，由該校學生製作。 |
| 126  | 5月27日  | 立竿無影                     | 李鳳瑩                       | 講解「立竿無影」的有趣現象。 |
| 127  | 6月3日   | 劃．時空                     | 林學賢                       | 探討時區是怎樣劃分的。 |
| 128  | 6月10日  | 藍藍天空                     | 李鳳瑩                       | 講解為甚麼晴天的天空是藍色的。 |
| 129  | 6月17日  | 梅雨                         | 林學賢                       | 講解梅雨的成因。 |
| 130  | 6月24日  | 防雷1.0                      | 陳兆偉 嘉賓：余美鳳          | 簡介雷暴發生時應注意的安全事項及天文台於六月底推出的新版本「指定地點閃電戒備服務」網頁。 |
| 131  | 7月1日   | 副熱帶高壓脊                 | 楊漢賢                       | 介紹「副熱帶高壓脊」及其特徵天氣。 |
| 132  | 7月8日   | 颱風核心的外圍               | 林學賢                       | 探討當有熱帶氣旋位於台灣附近，在核心外圍的香港，天氣會是怎樣。 |
| 133  | 7月15日  | 神秘國度之橫瀾               | 林學賢 嘉賓：繆亮邦          | 登上神秘的橫瀾島。 |
| —    | 7月15日  | 橫瀾軼事                     | 林學賢 嘉賓：繆亮邦          | 由天文台退休員工親述橫瀾島上工作的苦與樂。 |
| 134  | 7月22日  | 地震烈度                     | 聲演：江偉、楊國仲           | 以動畫手法淺談地震震級及烈度。 該集是天文台與香港知專設計學院合辦「氣象冷知識創作計劃」的作品，由香港知專設計學院學生製作。 |
| 135  | 7月29日  | 往東登？往西登？             | 楊國仲                       | 講述熱帶氣旋在香港以東或以西登陸，對香港天氣的影響截然不同。 |
| 136  | 8月5日   | 雷Sir講是唔講非 ─ 划艇篇     | 楊國仲 嘉賓：雷雄德          | 請來香港浸會大學社會科學院體育學系副教授雷雄德博士與大家分享一些進行水上活動前需注意的事項。 |
| 137  | 8月12日  | 回應．氣候                   | 林學賢                       | 參觀科學為民服務巡禮舉辦的「回應．氣候展」。 |
| 138  | 8月19日  | 天氣與健康─炎夏篇            | 楊國仲 嘉賓：楊貝珊          | 請來香港中文大學CCOUC災害與人道救援研究所楊貝珊教授會與大家分享，在炎炎夏日要注意有關個人健康的事項。 |
| 139  | 8月26日  | 氣候行動@大澳                | 唐恆偉、吳兆東               | 由科學主任唐恆偉及渠務署土地排水部工程師吳兆東介紹政府部門如何緊密合作，以實際行動回應氣候變化所帶來的衝擊，保護風景秀麗的大澳漁村。 |
| 140  | 9月2日   | 最怕改錯名                   | 林學賢                       | 探究為熱帶氣旋命名的冷知識。 |
| 141  | 9月9日   | 藤原效應                     | 李鳳瑩                       | 介紹當兩股熱帶氣旋互相靠近時，產生相互作用而出現的藤原效應。 |
| 142  | 9月16日  | 熱帶氣旋災害之風暴潮         | 李鳳瑩                       | 透過近年熱帶氣旋的真實影像，讓大家認識熱帶氣旋所帶來的風暴潮。 大部份片段剪輯自YouTube上的天文台推出有關熱帶氣旋災害的短片－風暴潮 |
| 143  | 9月23日  | 簡易防風法                   | 蔡子淳 嘉賓：盧覺強          | 請來香港理工大學前機械工程學系工程師盧覺強教授會淺談一些簡單及適合香港一般居住環境的防風小建議。 |
| 144  | 9月30日  | 香港暑熱指數                 | 林學賢                       | 講解「香港暑熱指數」的由來。 |
| 145  | 10月7日  | 全球持續升溫，鼠輩何處容身？ | 岑富祥                       | 剖析氣候變化對生態系統的影響。 |
| 146  | 10月14日 | 天氣術語知幾多               | 江偉                         | 淺談一些大家經常聽見，但卻不一定完全明白它意義的天氣術語。 |
| 147  | 10月20日 | 颱風來襲，您準備好未？       | 楊漢賢                       | 透過真實片段及歷史圖片，具體呈現颱風的殺傷力及破壞力，警惕大家颱風來襲前要做好預防措施。 大部份片段剪輯自YouTube上的天文台推出有關熱帶氣旋災害的短片－風暴潮及暴雨 （页面存档备份，存于）。 由於預料颱風海馬會在10月21日（星期五）正面吹襲香港，並對香港構成威脅，於是該星期的一集特別提早至星期四播出，以提醒市民儘早做好預防措施。 |
| 148  | 10月28日 | 黑球與季風                   | 李鳳瑩                       | 介紹季候風和強烈季候風訊號。 |
| 149  | 11月4日  | 雷Sir講是唔講非─鐵血車神篇   | 演出：雷雄德、黃蘊瑤         | 請來香港浸會大學社會科學院體育學系副教授雷雄德博士及前香港單車隊代表黃蘊瑤小姐與大家分享一些騎單車時需注意的事項。 |
| 150  | 11月11日 | 又有超級月亮                 | 李鳳瑩                       | 介紹2016年10月至12月連續三個滿月的「超級月亮」。 |
| 151  | 11月18日 | 颱風BB是怎樣形成的？         | 楊漢賢                       | 介紹颱風的胚胎階段，並分析季風低壓與颱風的分別及關連。 |
| 152  | 11月25日 | 颱風警告大不同               | 林學賢                       | 淺談粵港澳三地的熱帶氣旋警告系統有甚麼不同。 |
| 153  | 12月2日  | 這個冬天不太冷？             | 楊漢賢 嘉賓：唐恆偉          | 介紹冬季季度預報及應對強烈寒潮的提示。 |
| 154  | 12月9日  | 逗號先生                     | 林學賢                       | 講解氣象界的「逗號先生」溫帶氣旋的演化。 |
| 155  | 12月16日 | 雨的名字                     | 楊漢賢                       | 介紹一種乾燥季節有時會忽然出現的降雨（奎明效應）。 |
| 156  | 12月23日 | 遠足安全提提你               | 楊漢賢、張繼安               | 由科學主任楊漢賢與警察公共關係科警員張繼安一同行山。除介紹警察行山隊的野外工作，亦教大家如何活用天氣、日落、潮汐等資料，做個醒目「山系型人」。 該集由香港警察及香港天文台聯合攝製。 |
| 157  | 12月30日 | 2016天氣回顧                 | 林學賢、李鳳瑩               | 回顧2016年的重要天氣事件，包括1月底嚴寒天氣、10月19日黑色暴雨、超強颱風海馬及該年的破紀錄高溫。 |

### 2017年
| 集數 | 日期     | 主題                                | 主持/嘉賓/演出                                   | 簡介 |
| 158  | 1月6日   | 天文台的朋友                        | 王德勤                                           | 介紹擁有過萬會員的「天文台之友」，除了對氣象有興趣的朋友外，還包括一群很有心為天文台出力的義工們。 |
| 159  | 1月13日  | 雷Sir講是唔講非─山系篇              | 演出：雷雄德、沈志泰                             | 香港浸會大學社會科學院體育學系副教授雷雄德博士與大家分享一些行山時需注意的事項及相關的天氣知識。 |
| 160  | 1月20日  | 東風．西風                          | 林學賢                                           | 講解清楚究竟吹東風是風從東方吹來，還是吹向東方。 |
| 161  | 1月27日  | 輻射霧                              | 李鳳瑩                                           | 介紹輻射霧。 |
| 162  | 2月3日   | 氣候紀錄新時代                      | 岑富祥                                           | 回顧氣候變化的最新趨勢。 |
| 163  | 2月10日  | 雷Sir講是唔講非─ 長跑長有篇         | 演出：雷雄德、沈志泰                             | 香港浸會大學社會科學院體育學系副教授雷雄德博士與大家分享一些參加長跑比賽前後需注意的事項。 |
| 164  | 2月17日  | 北極「正」濤動                      | 楊漢賢                                           | 重溫「北極濤動」現象並分析這個冬季的寒潮趨勢。 |
| 165  | 2月24日  | 輻射101 – 非‧電離                   | 演出：林學賢、吳彥琳                             | 簡介電離與非電離輻射及它們的分別。 |
| 166  | 3月3日   | 國際雲圖                            | 李鳳瑩                                           | 介紹世界氣象組織委託天文台開發的網頁版「國際雲圖」。 |
| 167  | 3月10日  | 飛一般的追風                        | 張冰                                             | 簡介天文台與政府飛行服務隊合作引入的下投式探空系統，透過收集更多熱帶氣旋的氣象數據，提高對颱風的監測能力。 |
| 168  | 3月17日  | 堅．電離                            | 演出：林學賢、吳彥琳                             | 淺談α粒子、β粒子、伽馬射線、X射線和中子等電離輻射。 |
| 169  | 3月24日  | 愛‧雲圖                             | 演出：溫學聰、關雅之、楊漢賢                     | 訴說兩位熱愛雲圖的年輕戀人的故事，與你一起觀雲識天。 該集片段剪輯自香港天文台與恆生管理學院㩗手創作出首部氣象微電影《過眼雲焉》。 |
| —    | 3月30日  | 過眼雲焉                            | 演出：溫學聰、關雅之、楊漢賢                     | 為香港天文台與恆生管理學院㩗手創作出的首部氣象微電影，透過兩位熱愛觀雲的年輕戀人的故事，帶出欣賞多姿多彩及瞬息萬變的雲為主題的信息。 |
| 170  | 3月31日  | 天打雷劈                            | 旁白：胡宏俊                                     | 講解閃電定位、能否預測閃電，以及介紹天文台最新推出的「香港閃電臨近預報」服務。 |
| 171  | 4月7日   | 數字颱風信號百年來的演變            | 岑智明 旁白：區家麟                              | 由天文台台長岑智明講述熱帶氣旋警告信號百年來的演變。 |
| 172  | 4月14日  | 雷Sir講是唔講非 ─ 打波會否下雨篇    | 演出：雷雄德、沈志泰                             | 香港浸會大學社會科學院體育學系副教授雷雄德博士與天文台科學主任沈志泰淺談球賽中，球的旋轉如何影響它周邊的氣壓，從而改變它的運行路綫及氣壓的一些基礎知識。                                                                                               |
| 173  | 4月21日  | 氣象前「占」                        | 黃偉健、楊漢賢                                   | 前瞻天文台最新發展的「延伸展望」概率預報。 |
| 174  | 4月28日  | 極地之「光」                        | 李鳳瑩                                           | 介紹極光及午夜太陽。 |
| 175  | 5月5日   | 香港最惡劣風災                      | 岑智明                                           | 天文台台長岑智明帶你走進歷史長廊搜證追兇，揭露香港歷史風災的真相，並寄語市民要防患未然。 |
| 176  | 5月12日  | 天氣隨筆的煉成                      | 李立信、楊國仲                                   | 高級科學主任李立信介紹「天氣隨筆」的製作理念和內容選材，更會分享撰寫其中一篇的親身經驗。 |
| 177  | 5月19日  | 暴雨警告大不同                      | 林學賢                                           | 研究「粵港澳大灣區」各地的暴雨警告有甚麼不同。 |
| 178  | 5月26日  | 建民與雄德 – 行山有咩你要知?        | 演出：鍾建民、雷雄德                             | 兩位分別來自攀山界及運動科學界的名人 ─ 鍾建民先生及雷雄德博士會現身說法，分享行山前的準備及行山時要注意的事項。 |
| 179  | 6月2日   | 「風球」的「真身」                  | 旁白：區家麟 嘉賓：屈錦成、繆亮邦                | 帶大家重溫天文台以前如何「掛風球」。 |
| 180  | 6月9日   | 溫黛 - 戰後最嚴重風災               | 嘉賓：宋文娟、許貞賢、黃成就                     | 由高級科學主任宋文娟、沙田潮僑福利會福利主任許貞賢及長洲飄色師傅黃成就回顧1962年颱風溫黛這場戰後傷亡最嚴重的風災。 |
| 181  | 6月16日  | 青藏高原                            | 李鳳瑩                                           | 為大家介紹青藏高原對香港天氣的影響。 |
| 182  | 6月23日  | E計劃                               | 演出：林學賢、吳彥琳                             | 介紹天文台「環境輻射監測計劃」。 |
| 183  | 6月30日  | 「飛」人生活 ─ 訓練篇               | 演出：陳炳成、王俊邦、張永健、張智淵             | 政府飛行服務隊的飛機師和空勤主任會帶你看看他們在日常任務以外的搜救行動訓練。 |
| 184  | 7月7日   | 遠離斜坡，居安思危                  | 演出：岑富祥、羅柏希                             | 由總學術主任岑富祥及土木工程拓展處土木工程師羅柏希介紹政府和市民可以如何應對山泥傾瀉。 |
| 185  | 7月14日  | 愛倫 - 八十年代之最                 | 嘉賓：李子祥、梁嘉文、伍德良                     | 回顧1983年颱風愛倫造成的災情及天文台的同事—前總科學助理梁嘉文及高級科學助理伍德良與愛倫在赤鱲角的正面搏鬥。 |
| 186  | 7月21日  | 「豬腰」有咩用？                    | 楊國仲                                           | 介紹如何使用「豬腰」，預測熱帶氣旋來襲時本港風力的變化。 剪輯自第72集《氣象冷知識》。 |
| 187  | 7月28日  | 颱風菠蘿包                          | 演出：岑智明、林超英、蔡振榮、吳陳金珠           | 由台長岑智明及前台長林超英飾演食客，以及科學主任蔡振榮、高級繪圖員吳陳金珠飾演茶餐廳侍應，介紹熱帶氣旋名字的由來。 |
| 188  | 8月4日   | 局部地區大雨                        | 蔡子淳、莊思寧                                   | 介紹「局部地區大雨報告」。 |
| 189  | 8月11日  | 輻射測量                            | 演出：林學賢、吳彥琳                             | 介紹怎樣分析從「環境輻射監測計劃」中收集得來的樣本。 |
| 190  | 8月18日  | 雷Sir講是唔講非 ─ 熱的學問篇        | 演出：雷雄德、沈志泰                             | 由香港浸會大學社會科學院體育學系副教授雷雄德博士與天文台科學主任沈志泰淺談「香港暑熱指數」。 |
| 191  | 8月22日  | 颱風大害：強風‧暴雨‧巨浪            | 李鳳瑩 嘉賓：鍾志剛、黎經樑、李國慶              | 介紹與熱帶氣旋相關的強風、暴雨和巨浪。並由消防處高級消防隊長鍾志剛、黎經樑、消防總隊目李國慶講解防災意識。 由於預料颱風天鴿會在8月23日（星期三）正面吹襲香港，並對香港構成相當威脅，於是該星期的一集特別提早至星期二播出，以提醒市民儘早做好預防措施。 |
| 192  | 9月1日   | 熱帶氣旋路徑概率預報                | 楊漢賢、黃偉健                                   | 介紹天文台「熱帶氣旋路徑概率預報」新服務（試驗版）。 |
| 193  | 9月8日   | 颱風災害：風暴潮                    | 蔡子淳                                           | 介紹風暴潮這可怕的自然災害。 |
| 194  | 9月16日  | 東登‧西登                           | 蔡子淳                                           | 詳細解釋颱風在香港以東登陸還是以西登陸對我們威脅的差異。 |
| 195  | 9月22日  | 「武」氏力場？                      | 梁榮武、方健儀                                   | 嘗試解答為甚麼颱風移動時會突然轉向，以及為甚麼熱帶氣旋警告信號好像較多在非辦公時間生效這些熱門問題。 |
| 196  | 9月29日  | 武氏劇場之「阿風正傳」              | 梁榮武、方健儀                                   | 在全球暖化的影響下，熱帶氣旋帶來的威脅將來可能更加嚴重，提醒市民萬萬不能掉以輕心。 |
| 197  | 10月6日  | 米蘭科維奇循環                      | 岑富祥                                           | 解釋地球自轉軸心的方向和環繞太陽公轉的軌跡變化如何影響地球冰河時期的始末興衰。 |
| 198  | 10月13日 | 自動探空                            | 林學賢、周志雄                                   | 由京士柏氣象站的天文台同事（高級科學助理周志雄），帶大家進入自動探空系統的心臟，了解系統的日常運作。 |
| 199  | 10月20日 | 超級電腦超級準？                    | 韓啟光 旁白：李鳳瑩                              | 超級電腦計算的天氣預報是否一定準確？為何有時候不同電腦模式預報的分歧這麼大？提醒大家要了解天氣預報的不確定性，做個精明的觀眾。 |
| 200  | 10月27日 | 啟德之水天上來                      | 胡宏俊、黃可揚、李雨青                           | 帶大家看看天文台有份協助渠務署進行的啟德河改善工程。 |
| 201  | 11月3日  | 大亞灣應變計劃I                     | 林學賢                                           | 簡介天文台在「大亞灣應變計劃」中的角色。 |
| 202  | 11月10日 | 電視天氣服務三十年                  | 旁白：李鳳瑩 嘉賓：梁榮武                        | 簡介天文台電視天氣服務三十年來的演變。 部份片段剪輯自《訪問天文台早期天氣主播》（页面存档备份，存于）。 |
| 203  | 11月17日 | 天鴿特輯 – 天鴿「升格」？           | 黃婉曼 嘉賓：蔡振榮                              | 為大家提供更多與天鴿有關的資料。帶大家看看天文台將天鴿升格至「超級颱風」的原因。 |
| 204  | 11月24日 | 天鴿特輯 風大=雨大？                | 黃婉曼 嘉賓：蔡振榮                              | 為大家解答大風是否必然大雨。 |
| 205  | 12月1日  | 天鴿特輯 – 都是風暴潮惹的禍         | 黃婉曼 嘉賓：陳世倜                              | 與大家講講「海圖基準面」與「天文大潮」，以及有哪些因素決定風暴潮的威力。 |
| 206  | 12月8日  | 天鴿特輯 – 澳門災情百年一遇？       | 黃婉曼 嘉賓：陳澤成、陳世倜                      | 與大家講講超強颱風天鴿與一八七四年「甲戍風災」相比，哪一場風災為澳門帶來的風暴潮較為嚴重呢？ |
| 207  | 12月15日 | 天鴿特輯 – 渠務工程可否力抗風暴潮？ | 黃婉曼 嘉賓：陳世倜、林友立                      | 為大家講講，近年本港開展的多項渠務工程，能否幫助抵禦嚴重風暴潮。 |
| 208  | 12月22日 | 大亞灣應變計劃II                    | 林學賢、楊永森                                   | 為大家講講，一萬大亞灣核電廠真的發生核事故，香港市民又應當如何應變。 |
| 209  | 12月29日 | 年末小劇場 ─ 2017天氣回顧           | 蔡子淳、李鳳瑩 臨時演員：黃婷婷 聲音演出：周萬聰 | 與大家一同回顧2017年各天氣大事（超強颱風天鴿及其外圍下沉氣流令天文台錄得36.6度高溫的酷熱天氣，以及破紀錄的熱夜日數）。 |

### 2018年
| 集數 | 日期     | 主題                                             | 主持/嘉賓/演出                                                           | 簡介 |
| 210  | 1月5日   | 點解『順時』?                                    | 王德勤 聲演：王正維                                                      | 解答為什麼時鐘指針以順時針方向轉動，以及為何我們要說「o'clock」。                                                                           |
| 211  | 1月12日  | 厄爾尼諾與拉尼娜                                 | 聲演：林靖嵐、石敬東                                                     | 以動畫手法淺談厄爾尼諾與拉尼娜現象，以及對香港氣候的影響。 該集是天文台與香港知專設計學院合辦「氣象冷知識創作計劃」的作品，由該校學生製作。 |
| 212  | 1月19日  | 氣溫走勢 還看「彩帶」                            | 楊漢賢、黃偉健                                                           | 為大家講講天文台「延伸展望」溫度概率預報圖那些紅橙黃綠藍代表甚麼，以及怎樣知道未來兩星期大概是冷是熱。                                      |
| 213  | 1月28日  | 紅色藍月                                         | 李鳳瑩                                                                   | 為大家介紹2018年1月31日晚上香港上空同時出現的「藍月」和「紅月」。                                                                           |
| 214  | 2月2日   | 點解新界又再低幾度？                             | 演出：蔡子淳、黃柔柔                                                     | 「新界再低幾度」常在秋冬季的天氣預測出現，以提醒市民不同地區的氣溫差異。該集以短劇形式淺談這現象的成因。                                    |
| 215  | 2月9日   | 「飛」人生活 ─ 火速行動篇                        | 嘉賓：鄧成東、何卓璘、陳柏歷、 杜顯榮、黃守健、何兆龍                    | 除搜救行動外，每年的乾旱季節，飛行服務隊也經常出動直升機撲滅山火。本集讓我們一同參與飛行服務隊的行動。                                      |
| 216  | 2月16日  | 鋒前鋒後                                         | 演出：林學賢、楊泳森                                                     | 介紹冷鋒過境前的天氣特色。 |
| 217  | 2月23日  | 雷Sir講是唔講非 – 東南西北篇                     | 雷雄德、沈志泰                                                           | 淺談香港的地理與其氣候的關係。 |
| 218  | 3月2日   | 天地圓方                                         | 旁白：林學賢                                                             | 藉長途機的路徑解釋甚麼是「大圓」。 |
| 219  | 3月9日   | 雷Sir講是唔講非 – 風力術語篇                     | 雷雄德、沈志泰                                                           | 淺談天文台用來描述風力的常用術語。 |
| 220  | 3月16日  | 雷Sir講是唔講非 – 行雷閃電篇                     | 雷雄德、沈志泰                                                           | 淺談雷暴發生時的注意事項。 |
| 221  | 3月23日  | 咩係回南天？點解冷氣機抽濕無咁好？               | 蔡子淳 聲演：鍾承豫、黃婷婷、李善恆                                      | 解釋回南天現象，以及用冷氣機抽濕的缺點。 |
| 222  | 3月30日  | 智慧氣象                                         |                                                                          | 介紹「下投探空」及「微氣候監測」兩項服務，呼應今年世界氣象日主題──「智慧氣象」。                                                            |
| 223  | 4月6日   | 極光傳說                                         | 李鳳瑩                                                                   | 揭開極光的神秘面紗。 |
| 224  | 4月13日  | 菠蘿特快車                                       | 林學賢                                                                   | 介紹冬季侵襲美加西岸的「菠蘿特快車」的由來和影響。                                                                                          |
| 225  | 4月20日  | 【飛出香港】點解由香港搭飛機去日本通常比回程快？ | 黃婷婷 嘉賓：蔡子淳、陳學鳴                                              | 解釋為何由香港搭飛機去日本通常比回程快。該集部份街頭訪問在日本拍攝。                                                                        |
| 226  | 4月27日  | 雷擊 — 趨吉避凶                                  | 演出：林學賢、楊泳森                                                     | 介紹如何獲取附近閃電的最新資訊，有助趨吉避凶。                                                                                              |
| 227  | 5月4日   | 神秘的地下密室                                   | 演出：劉迪森、Hinny                                                      | 參觀天文台監察全球地震的地下密室。 |
| 228  | 5月11日  | 雷擊 — 天降異象                                  | 演出：林學賢、楊泳森                                                     | 介紹冰雹和石湖風怎樣形成。 |
| 229  | 5月18日  | 「飛」人生活 ─ 風球篇                            | 杜顯榮、區啟泰、蔡澤民、周嘉浚                                           | 了解三號風球時，政府飛行服務隊的行動安排。節目主持均為飛行服務隊機師及工程師。                                                              |
| 230  | 5月25日  | 黃雨係會水浸㗎（上集）                           | 演出：岑智明、馬浚偉                                                     | 解構暴雨警告的迷思，包括局部地區大雨及水浸與暴雨警告的關係。                                                                                |
| 231  | 6月1日   | 黃雨都會水浸㗎（下集）                           | 演出：岑智明、馬浚偉、吳陳金珠                                           | 解釋預測大雨的不穩定性，以及設立分區暴雨警告可行性。                                                                                        |
| 232  | 6月8日   | 世界Cup時區                                      | 李鳳瑩 聲演：梁駿熙、黃珊珊、周萬聰                                      | 探討時區是怎樣劃分的。 |
| 233  | 6月15日  | 雷達的「爸爸」                                   | 葉永成                                                                   | 由高級雷達機械師介紹雷達運作，還有他如何像父親看顧小孩般對雷達悉心照料。                                                                    |
| 234  | 6月22日  | 「六一八」雨災回憶                               |                                                                          | 講解六一八雨災事發經過，以及由倖存者憶述當日情景。                                                                                          |
| 235  | 6月29日  | 《全城Complain熱辣辣》feat. 鄭子誠、福頭老師     | 演出：蔡子淳、黃柔柔 聲演：鄭子誠 演唱：福頭                             | 以短劇形式與大家講解如何決定何時發出酷熱天氣警告。                                                                                          |
| 236  | 7月6日   | 消失的低壓槽                                     | 演出：沈志泰、翟凱泰                                                     | 解構2018年初夏低壓槽竟然「玩失蹤」，令5月香港提早暑氣逼人的箇中原由。                                                                       |
| 237  | 7月13日  | 大暴雨偵查組                                     | 馬冠堯、蔡振榮                                                           | 解構1925年上環普慶坊護土牆倒塌意外為何會發生，以及如何防範歷史重演。                                                                        |
| 238  | 7月20日  | 火星來了                                         | 聲演：黃珊珊、周萬聰 嘉賓：張穎珊                                        | 介紹火星大衝及月全食天文現象。 |
| 239  | 7月27日  | 雷SIR講是唔講非 — 力場篇                         | 演出：雷雄德、沈志泰 聲演：周萬聰                                        | 談談對「力場」的見解，以及介紹「副熱帶高壓脊」如何影響熱帶氣旋路徑。                                                                        |
| 240  | 8月3日   | 山泥傾瀉警告點發出？                             | 鄭楚明、歐陽仁生                                                         | 解釋發出山泥傾瀉警告的準則，以及在警告生效時公眾應如何應變。                                                                                |
| 241  | 8月10日  | 「筍工招聘」─ 暴雨篇                             | 演出：李立信、翟凱泰                                                     | 拆解暴雨警告發出與否，除了考慮大雨覆蓋範圍的其他考量，以及雨量數據又是怎樣收集。                                                            |
| 242  | 8月17日  | 個雷達係個...心                                  | 演出：江偉、王寶昕、Nicole                                               | 拆解對天氣雷達的見解。 |
| 243  | 8月24日  | 究極火山探險：全球氣候變化之元兇？               | Rondo Mak 演出：Queenie Fong、Viann Chan、Faddy Yuen、YC Lau、Vincent Ma | 拆解火山爆發與全球暖化的關係。該集在日本拍攝。                                                                                              |
| 244  | 8月31日  | 八號風球都可以起飛？                             | 演出：沈志泰                                                             | 解構八號熱帶氣旋警告信號生效期間，飛機亦未必一定不能升降的原因。                                                                            |
| 245  | 9月7日   | 藤原效應                                         | 演出：李鳳瑩                                                             | 介紹「藤原效應」。該集部份街頭訪問在日本拍攝。                                                                                              |
| 246  | 9月14日  | 【注意山竹】《颱風災害：風暴潮》                 | 蔡子淳                                                                   | 談談風暴潮的威力。 該集剪輯自第193集《氣象冷知識》，以警惕對超強颱風山竹於兩日後吹襲香港的威脅。                                            |
| 247  | 9月21日  | 綠海龜與蟋蟀                                     | 王德勤 聲演：吳陳金珠                                                    | 講解氣溫上升分別對綠海龜及蟋蟀有何影響。 |
| 248  | 9月22日  | 八號風球都飛得？（二）                           | 演出：沈志泰、張冰、鄭楚衝                                               | 解答八號風球之下飛機能否升降，除了要看是否有側風或風切變外，還要視乎其他天氣因素。                                                          |
| 249  | 10月5日  | 點解行李咁遲來？                                 | 演出：沈志泰、張冰                                                       | 講解當紅色閃電警告生效時，機場運作如何受到影響。                                                                                            |
| 250  | 10月12日 | 路徑預測睇「彩」數？                             | 演出：黃偉健、楊泳森                                                     | 講解如何參透「熱帶氣旋路徑概率預報圖」，從而了解熱帶氣旋未來九天的移動趨勢。                                                                |
| 251  | 10月19日 | 雨量王國 — 點解雨量單位係毫米                    | 譚曉晴、林學賢                                                           | 講解為何量度雨量的單位是毫米而不是毫升。 |
| 252  | 10月26日 | 橫瀾島 - 山竹前後                                | 旁白：周萬聰                                                             | 帶大家到橫瀾島颱風預警前哨站了解受山竹吹襲後實況。                                                                                          |
| 253  | 11月2日  | 黃茅洲 – 颱風前哨站                              | 旁白：周萬聰                                                             | 介紹黃茅洲氣象站對評估風力與分析熱帶氣旋結構等方面都發揮了重要作用。                                                                        |
| 254  | 11月9日  | 山竹特輯（一）：破紀錄風王                       | 蔡振榮                                                                   | 訪問市民描述山竹吹襲時的情況，以及講解山竹威力。                                                                                            |
| 255  | 11月16日 | 山竹特輯（二）：解剖風王                         | 蔡振榮                                                                   | 到東平洲視察受超強颱風山竹吹襲後的情況，以及從山竹的結構，剖析香港在山竹吹襲時的整體風力比超強颱風天鴿強勁原因。                            |
| 256  | 11月23日 | 天文台全民歷史研習班                             | 岑智明                                                                   | 研習天文台歷史，包括天文台成立年份、名稱、「開台三寶」（氣象、地磁、觀星）及隸屬之政策局。                                                  |
| 257  | 11月30日 | 山竹特輯（三）：風暴潮（上）                     | 蔡振榮                                                                   | 到吉澳走訪村民憶述災情，並分析香港受超強颱風山竹吹襲所引起之風暴潮較超強颱風天鴿厲害之緣由。                                                |
| 258  | 12月7日  | 靜候流星群                                       | 旁白：周萬聰 嘉賓：劉啟業                                                | 介紹合適的觀賞流星雨地點和注意事項，同時會講解流星雨的形成原因。                                                                            |
| 259  | 12月14日 | 二十四節氣                                       | 旁白：梁駿熙                                                             | 詳細介紹二十四節氣怎樣劃分、一年四季哪個節氣有假放；以及為何古時的人特別重視「冬至」，常把「冬大過年」掛在嘴邊。                            |
| 260  | 12月21日 | 山竹特輯（四）：風暴潮（下）                     | 旁白：李鳳瑩 嘉賓：陳世倜                                                | 到杏花邨走訪市民憶述災情，亦詳細剖析假如山竹沒有經過呂宋而減弱，並於襲港時碰上當日最高潮位的災情。                                          |
| 261  | 12月28日 | 年末小劇場－2018香港天氣大事回顧                 | 李鳳瑩、江偉、蔡子淳 聲演：周萬聰、黃婷婷                                | 回顧2018年天氣大事，包括5月的熱浪及超強颱風山竹吹襲。                                                                                       |

### 2019年
| 集數 | 日期     | 主題                                         | 主持/嘉賓/演出                                                      | 簡介 |
| 262  | 1月4日   | 天文台全民歷史研習班（二）                   | 宋文娟                                                              | 介紹日佔香港時天文台職員仍盡忠職守執行職務、1960年代以低成本接收美國衛星訊號，以及2017年獲世界氣象組織認可為百年觀測站的故事。 |
| 263  | 1月11日  | 山竹特輯（五）：堅守雷達站                   | 柳志豪、梁志文                                                      | 由兩位雷達機械師剖白超強颱風山竹吹襲期間，鎮守位於全港最高山峰大帽山的天氣雷達站的心路歷程。                                   |
| 264  | 1月18日  | 溫度計的安樂窩                               | 演出：楊國仲、周萬聰、劉保宏 聲演：Seraphina Chow                   | 介紹天文台怎樣量度氣溫與濕度。                                                                                                 |
| 265  | 1月25日  | 山竹特輯（六）：風暴預告                     | 嘉賓：李立信、何宇恒                                                | 到天文台天氣預測總部，了解預報員面對山竹過程中的挑戰、準備與應變。                                                             |
| 266  | 2月1日   | 土撥鼠日                                     | 聲演：黃婷婷                                                        | 解答每年在「土撥鼠日」預測春季是否即將來臨是否有科學根據、結果準不準確。                                                       |
| 267  | 2月8日   | 天然指南針                                   | 王德勤、譚曉晴 聲演：黃婷婷                                         | 介紹樹木的年輪如何能辨別方向。                                                                                                 |
| 268  | 2月15日  | 雷Sir講是唔講非- 跑步機（上篇）              | 演出：雷雄德、沈志泰                                                | 談談起跑前的注意事項，包括身體上準備及當日天氣狀況。                                                                           |
| 269  | 2月22日  | 雷Sir講是唔講非 - 跑步機（下篇）             | 演出：雷雄德、沈志泰                                                | 詳細解說高海拔地區的氣象環境對提升運動潛能有何特別之處。                                                                       |
| 270  | 3月1日   | 寵物霧挽回人氣記者會                         | 聲演：黃婷婷、蔡希璇                                                | 介紹霧及薄霧。 |
| 271  | 3月8日   | 謠言止於智者之盲搶鹽                         | 聲演：黃婷婷                                                        | 與大家重溫2011年日本大地震後發生「盲搶鹽」的來龍去脈，並拆解箇中謬誤。                                                         |
| 272  | 3月15日  | 月球背面                                     | 旁白：黃婷婷                                                        | 詳細解釋為甚麼用肉眼只能看到月球的同一面，以及月球背面又有些甚麼。                                                             |
| 273  | 3月22日  | 四星連環合月                                 | 旁白：周萬聰 嘉賓：陳俊霖                                           | 詳細介紹2019年3月底至4月初出現「四星連環合月」的天文現象。                                                                     |
| 274  | 3月29日  | 回看溫黛 — 沙畫演繹                          | 聲演：金剛                                                          | 透過沙畫師海潮的細緻演繹，一同體會1962年香港人是怎樣應對超強颱風溫黛。                                                         |
| 275  | 4月5日   | 睇天做人                                     | 陳勇                                                                | 介紹科學助理的日常職責與工作體會。                                                                                             |
| 276  | 4月12日  | 偉大航道                                     | 旁白：周萬聰                                                        | 帶大家到香港西北面的濕地，觀賞鳥類的千姿百態，同時為大家闡述氣候變化會怎樣影響候鳥的生存。                                     |
| 277  | 4月19日  | 黑洞                                         | 陳俊霖 嘉賓：陳志均                                                 | 請來香港太空館助理館長陳俊霖及事件視界望遠鏡計劃軟件及數據小組召集人陳志均為大家解拆黑洞之謎。                                 |
| 278  | 4月26日  | 冬暖花開                                     | 旁白：周萬聰 嘉賓：Nelson Wong                                      | 漁護署的生態調查員帶我們到馬鞍山，觀察一下有哪些植物未到春季已經盛放。 該集由天文台及漁農自然護理署聯合製作。                  |
| 279  | 5月3日   | 點解飛機唔可以停喺空中，等地球自轉到目的地？ | 聲演：黃婷婷、蔡希璇、李善恆                                        | 解釋為甚麼飛機不能「停」在半空，等待地球自轉「帶」我們到達目的地。                                                             |
| 280  | 5月10日  | 輻射追蹤                                     | 陳玉卿                                                              | 詳細介紹與政府飛行服務隊合作定期進行空中輻射巡測。                                                                             |
| 281  | 5月17日  | 漁民教你睇天氣                               | 丁新豹 嘉賓：江帶勝                                                 | 請來歷史學者、香港歷史博物館前總館長丁新豹博士與漁民江帶勝先生詳談如何依靠經驗預計天氣變化。                                   |
| 282  | 5月24日  | 颱風連環船                                   | 丁新豹 嘉賓：江帶勝                                                 | 由香港歷史博物館前總館長丁新豹與漁民江先生細談他們難以磨滅的風災回憶，包括1960年颱風瑪麗及1962年超強颱風溫黛。                 |
| 283  | 5月31日  | 香港會有大地震？地震預測得到嗎？             | 聲演：黃婷婷                                                        | 講解香港會否有大地震，以及地震可否預測得到。                                                                                   |
| 284  | 6月7日   | 新界北部水浸特別報告                         | 旁白：李鳳瑩                                                        | 介紹「新界北部水浸特別報告」。                                                                                                 |
| 285  | 6月14日  | 魷魚的故事                                   | 聲演：林學賢                                                        | 介紹魷魚怎樣為「環境輻射監測計劃」作出貢獻。                                                                                   |
| 286  | 6月21日  | 地球的姊妹星                                 | 聲演：陳成鑫 嘉賓：陳俊霖                                           | 介紹金星。 |
| 287  | 6月28日  | 香港無冬天?                                  | 演出：沈志泰、丁新豹、丁彤欣、鄧詩穎                                | 帶大家穿越時空，細看「沒有冬天的香港」會變成甚麼模樣。                                                                         |
| 288  | 7月5日   | 指南針指向邊?                                | 聲演：李鳳瑩、吳衍聰                                                | 介紹指南針所指的北方並非真正北極的有趣現象。                                                                                   |
| 289  | 7月12日  | 觀天治水                                     | 演出：胡宏俊、麥兆偉                                                | 天文台科學主任胡宏俊及渠務署工程師麥兆偉親自演出，為大家介紹水閘控制系統。 該集由天文台及渠務署聯合製作。                      |
| 290  | 7月19日  | 一日你用幾桶水？                             | 沈志泰、鄭寶鴻                                                      | 歷史專家鄭寶鴻先生與大家憶述上世紀六十年代的香港水荒，讓大家反思珍惜水資源的重要。                                             |
| 291  | 7月26日  | 菇菇可以求雨？                               | 聲演：黃婷婷                                                        | 介紹磨菇如何幫助下雨。 |
| 292  | 8月2日   | 氣候變化教材套                               | 旁白：周萬聰                                                        | 詳細介紹《地理電子學習教材套：氣候變化》。                                                                                     |
| 293  | 8月9日   | 流星 彗星 傻傻分不清                         | 旁白：周萬聰、黃珊珊                                                | 解答流星和彗星有何分別，以及隕石又是甚麼。                                                                                     |
| 294  | 8月16日  | 亞米茄阻塞                                   | 聲演：林學賢、黃珊珊                                                | 講解亞米茄阻塞這大氣形勢對地面天氣的影響。                                                                                     |
| 295  | 8月23日  | 無雷公咁遠…到底有幾遠?                       | 聲演：曾慧成、黃珊珊、吳陳金珠                                      | 講解閃電和雷聲是如何產生及如何估計雷暴的距離。                                                                                 |
| 296  | 8月30日  | 熱帶邂逅                                     |                                                                     | 闡述風暴潮的潛在風險和威力，並提醒大家遇上惡劣天氣時的自救知識。 該集由天文台及消防處聯合製作。                                |
| 297  | 9月6日   | 飛天任務                                     | 岑智明、陳志培                                                      | 台長岑智明及政府飛行服務隊總監陳志培親自為大家介紹各合作項目，包括氣象數據收集、輻射巡測及拯救行動等。                         |
| 298  | 9月13日  | 山竹一年                                     | 旁白：周萬聰                                                        | 回顧山竹襲港時風起潮湧的畫面，並且居安思危，在下一個超強颱風臨到前做好準備。                                                   |
| 299  | 9月20日  | 颱風 vs 颶風                                 | 李鳳瑩                                                              | 解答「颱風」和「颶風」有何分別。                                                                                               |
| 300  | 9月27日  | 氣候變化‧我們明天                            | 演出：鄭萃雯、卓言、卓喬                                            | 正視全球暖化對生態系統與人類生活的威脅。                                                                                       |
| 301  | 10月4日  | 香港天氣雷達六十年                           | 江偉                                                                | 介紹天氣雷達。 |
| 302  | 10月11日 | 太陽都會出雀斑？                             | 聲演：GD Tsang、林學賢、黃珊珊                                      | 講解太陽週期和黑子出現的關係。                                                                                                 |
| 303  | 10月18日 | 自動氣象站35年                               | 劉保宏                                                              | 介紹天文台大帽山自動氣象站的一些重要儀器。                                                                                     |
| 304  | 10月25日 | 點講地震有幾震：震級與烈度                   | 聲演：黃婷婷                                                        | 介紹地震震級與烈度的分別。 |
| 305  | 11月1日  | 秋風．夜雨                                   | 旁白：周萬聰                                                        | 介紹秋天因海陸風而出現的「秋風夜雨」現象。                                                                                     |
| 306  | 11月8日  | 無線電探空70年                               | 林學賢                                                              | 回顧天文台無線電探空的歷史。                                                                                                   |
| 307  | 11月15日 | 志願觀測船舶計劃70年                         | 劉迪森 嘉賓：劉家寧                                                 | 介紹招募一艘新志願觀測船及船隊在航行中進行相關的海洋天氣觀測報告。                                                             |
| 308  | 11月22日 | 風切變預警服務40年                           | 旁白：周萬聰 嘉賓：張冰、李淑明、岑智明、楊賀基、James Toye、韓啟光 | 詳細介紹「激光雷達風切變預警系統」。                                                                                           |
| 309  | 11月29日 | 香港子午線（一）：神秘的魔法石               | 嘉賓：岑智明                                                        | 介紹天文台總部內一根歷史悠久、與「授時服務」有著非常重要關係的石柱。                                                           |
| 310  | 12月6日  | 香港子午線（二）：戴偉思博士與魔法石         | 嘉賓：岑智明、戴偉思                                                | 由海事專家、香港海事博物館前總監戴偉思博士，帶大家一起尋找港島灣仔子午線標記線索。                                             |
| 311  | 12月13日 | 香港子午線（三）：尋找失落的魔法石           | 嘉賓：葉贊邦                                                        | 地政總署的測量師葉贊邦帶大家追尋港島灣仔「子午線南標記」的下落。                                                               |
| 312  | 12月20日 | 香港子午線（四）：最後的魔法石               | 嘉賓：岑智明、戴偉思、葉贊邦                                        | 帶大家尋找港島灣仔「最後的魔法石」。                                                                                           |
| 313  | 12月27日 | 2019年天氣回顧                               | 聲演：黃婷婷                                                        | 回顧2019年香港天氣，包括2019年的香港天氣相當溫暖，多個跟高溫有關的紀錄都相繼被打破。                                           |

### 2020年
| 集數 | 日期     | 主題                             | 主持/嘉賓/演出                                | 簡介 |
| 314  | 1月3日   | 半影月食                         | 旁白：李鳳瑩                                  | 介紹半影月食的成因、「月食」與「月相」的分別，以及1月11日半影月食。 |
| 315  | 1月10日  | 「小渦旋」臨近預報系統           | 旁白：周萬聰 嘉賓：黃偉健、胡宏俊             | 介紹「小渦旋」臨近預報系統。 |
| 316  | 1月17日  | 無紙看飛行天氣                   | 旁白：周萬聰 嘉賓：James Toye、郝孟騫、劉心怡 | 介紹由天文台開發的「我的航班天氣」應用程式。 |
| 317  | 1月24日  | 邊日先係新一年？正月初一定立春？ | 聲演：黃婷婷                                  | 拆解大年初一還是立春才是農曆年開始的迷思。 |
| 318  | 1月31日  | 雷Sir講是唔講非 ─ 長跑篇2020     | 演出：雷雄德、鄭萃雯                          | 介紹白天和晚上的天氣變化對跑步會有何影響、溫度變化如何影響相對濕度，以及跑步前後又有甚麼注意事項。                                                                              |
| 319  | 2月7日   | 愛護自然 防止山火                | 旁白：周萬聰 嘉賓：江海帆                     | 邀請到漁護署高級漁農助理員江海帆為大家介紹如何監察「草黃指數」。 該集由天文台及漁農自然護理署聯合製作。                                                                         |
| 320  | 2月14日  | 雙春兼閏月                       | 聲演：黃婷婷                                  | 講解有時一個農曆年會有兩個立春、有時就一個都沒有，以及假如沒有「閏月」會有甚麼事情發生。                                                                                        |
| 321  | 2月21日  | 輻射監測網絡                     | 曾榮基                                        | 坐上天文台的輻射巡測車到元朗元五墳監測站收集樣本。 |
| 322  | 2月28日  | 點解二月特別短？                 | 聲演：黃婷婷                                  | 介紹為何2月的日數比其他月份少、當初是怎樣訂立閏年規定，以及原來不一定「四年一閏」。                                                                                             |
| 323  | 3月6日   | 八大行星                         | 陳俊霖                                        | 講解冥王星在2006年被剔出太陽系行星之列的來龍去脈。 |
| 324  | 3月13日  | 氣象世界之最                     | 旁白：周萬聰                                  | 介紹有記錄以來地球最熱和最冷、錄得最強暴雨地方，以及超過14年都沒有降雨紀錄的城市。                                                                                              |
| 325  | 3月20日  | 水循環                           | 聲演：黃婷婷                                  | 講解水循環。 |
| 326  | 3月27日  | 海市蜃樓                         | 旁白：周萬聰                                  | 講解海市蜃樓的幻象。 |
| 327  | 4月3日   | 強雷暴                           | 旁白：周萬聰                                  | 介紹天文台加強發放雷暴資訊，按情況加入「強烈狂風雷暴」信息，提醒公眾可能會受「強陣風」與「猛烈陣風」影響。                                                                      |
| 328  | 4月10日  | 潮汐                             | 旁白：周萬聰                                  | 介紹地球有潮汐的原因，以及了解潮汐變化對海上航運以至日常生活有何重要。 |
| 329  | 4月17日  | 氣象冷知識 你哋識唔識?           | 旁白：周萬聰                                  | 精選過往三百多集片段，宣傳天文台「教育資源」網頁新增該節目影片，並歸類為不同的主題，建議市民趁2019新型冠狀病毒香港疫情期間留在家中的時間，重溫該節目。                          |
| 330  | 4月24日  | 新西蘭                           | 旁白：李鳳瑩                                  | 到新西蘭看風景，欣賞當地火山、峽灣、湖泊、冰川、溫帶雨林等令人驚嘆的自然景觀。                                                                                                  |
| 331  | 5月1日   | 大氣成份                         | 旁白：黃婷婷                                  | 講解大氣成份中含有哪幾種主要氣體，以及二氧化碳濃度佔大氣的比例有多少。 |
| 332  | 5月8日   | 香港暴雨                         | 旁白：周萬聰                                  | 回顧過往曾影響香港的極端暴雨。 |
| 333  | 5月15日  | 風季備忘                         | 演出：沈志泰 聲演：周萬聰、周芷萱             | 提醒市民不要誤信謠言，亦會解釋天文台在打風時發出的熱帶氣旋警報、以及「預警八號特別報告」的意義。 周萬聰及周芷萱分別聲演「將軍澳城城」及「堅尼地孫藝珍」。                       |
| 334  | 5月22日  | 疫情影響天氣預測？               | 旁白：林學賢                                  | 探討疫情肆虐全球，也間接影響電腦模式天氣預測的準確度。 |
| 335  | 5月29日  | 日出東方?!                       | 旁白：李鳳瑩                                  | 介紹太陽是否永遠從正東方升起及從正西方落下，以及何時的太陽會在你頭頂的位置。 |
| 336  | 6月3日   | 雨點係咩形狀？                   | 聲演：黃婷婷                                  | 講解下墜中雨點的形狀。 |
| 337  | 6月12日  | 香港日偏食2020                   | 嘉賓：戴曉峰                                  | 由太空館助理館長戴曉峰簡介日食的原理和提供在香港觀看2020年6月21日日偏食的攻略。                                                                                                 |
| 338  | 6月19日  | 雷Sir講是唔講非 ─ 乘風破浪篇     | 演出：雷雄德、梁麗儷                          | 介紹划獨木舟出發前注意事項，特別留意天氣狀況，包括風向、風速、潮汐等，更要提防難以察覺的湧浪出現。                                                                              |
| 339  | 6月26日  | 熱帶氣旋越近，威脅一定越大？     | 旁白：周萬聰                                  | 分析當熱帶氣旋強度和與香港距離，以及香港受的威脅的關係。 |
| 340  | 7月3日   | 「度水」的學問                   | 旁白：林學賢                                  | 簡單講解蒸發量和可能蒸散量自動化前後的分別。 |
| 341  | 7月10日  | 洋流                             | 旁白：梁凱瑩                                  | 介紹「洋流」。 |
| 342  | 7月17日  | 3號有提示 8號有預警              | 演出：蔡子淳、Vanis Tsui 聲演：周萬聰         | 詳述天文台確定需要發出八號熱帶氣旋警告信號時，會在八號信號生效前約兩小時發出預警信息。                                                                                          |
| 343  | 7月24日  | 「飛」人生活 — 飛行醫生篇        | 張冠豪                                        | 由急症科醫生兼飛行醫生張冠豪介紹飛行醫生的工作。 |
| 344  | 7月31日  | 雷SIR講是唔講非：一帆風順篇      | 雷雄德、江偉 嘉賓：謝劭傑                     | 詳細講解帆船在逆風下依然可以前航的原因，亦會介紹天氣報告中經常提及的風力術語。                                                                                                  |
| 345  | 8月7日   | 季風低壓 vs 熱帶氣旋             | 旁白：周萬聰                                  | 詳細解說季風低壓，以及其有機會演變為熱帶氣旋的條件；亦解釋熱帶氣旋森拉克影響香港期間由強烈季候風信號改為直接發出三號強風信號的原因。 部份片段剪輯自第148及151集《氣象冷知識》。 |
| 346  | 8月14日  | 香港氣象之最                     | 旁白：周萬聰                                  | 逐一細數香港天文台成立130多年，有記錄以來最高氣溫及最低氣溫、最大風大雨、最高及最低氣壓極值的日子。                                                                             |
| 347  | 8月21日  | 什麼？！這不是彩虹？日暈與幻日   | 聲演：黃婷婷                                  | 講解大氣光學現象中日暈和幻日的形成機制。 |
| 348  | 8月28日  | 北極地區                         | 旁白：李鳳瑩                                  | 介紹北極地區，以及全球暖化導致北極地區的海冰和永久凍土等融化，為地球帶來深遠的影響。                                                                                            |
| 349  | 9月4日   | 防曬任務                         | 聲演：梁嬉汶、薛佩芬                          | 講解紫外線與防曬措施。 該集是天文台與香港知專設計學院合辦「氣象冷知識創作計劃」的作品，由該校學生製作。                                                                         |
| 350  | 9月11日  | 約克：二十世紀最後一個十號風球   | 李國麟                                        | 回顧1999年熱帶氣旋約克襲港的經過。 |
| 351  | 9月18日  | 風雨無澗                         |                                               | 提醒市民在計劃行山行程時要注意的地方，以及一旦遇上惡劣天氣時怎樣應變。 該集由天文台及消防處聯合製作。                                                                           |
| 352  | 9月25日  | 天文台漫遊                       | 旁白：周萬聰                                  | 介紹天文台總部的位置與內裡的設施。 |
| 353  | 10月2日  | 銫原子鐘40年                     | 演出：Wing Mo、Vanis Tsui 嘉賓：許大偉        | 詳細介紹天文台銫原子鐘報時系統 |
| 354  | 10月9日  | 北風潮 vs 東風潮                 | 旁白：周萬聰                                  | 介紹東北季候風影響下帶來的北風潮及東風潮。 |
| 355  | 10月16日 | 變暖追兇                         | 林學賢                                        | 介紹天文台如何量度二氧化碳在大氣中的含量。 |
| 356  | 10月23日 | 當颱風遇上季候風                 | 旁白：周萬聰                                  | 介紹東北季候風在秋天開始逐漸支配華南時，若有熱帶氣旋進入南海，兩個天氣系統相遇有可能出現甚麼不同情況。                                                                          |
| 357  | 10月30日 | 點解唔用核彈炸散颱風？           | 旁白：黃婷婷                                  | 拆解用核彈將熱帶氣旋消滅是否可行。 |
| 358  | 11月6日  | 觀測能見度                       | 王德勤                                        | 介紹怎樣以目測方式推算能見度，以及為何儀器仍未能完全取代目視觀測。 |
| 359  | 11月13日 | 季風是怎樣煉成的                 | 旁白：周萬聰                                  | 介紹季候風怎樣形成，以及不同季節影響香港的季候風有何分別。 |
| 360  | 11月20日 | 低碳生活你都得                   | 旁白：陳鎧欣                                  | 詳細介紹怎樣減少碳排放，從而減緩暖化速度。 該集是天文台與香港知專設計學院合辦「氣象冷知識創作計劃」的作品，由該校學生製作。                                                     |
| 361  | 11月27日 | 「我的天文台」十週年             | 旁白：周萬聰 嘉賓：柯銘強                     | 回顧天文台推出之流動應用程式「我的天文台」的十年發展歷程。 |
| 362  | 12月4日  | 「寒冷天氣警告」幾時生效呀？     | 旁白：陳穎欣、張曉橦                          | 介紹天文台決定是否發出寒冷天氣警告時，除了考慮氣溫，還有甚麼準則。 該集是天文台與香港知專設計學院合辦「氣象冷知識創作計劃」的作品，由該校學生製作。                             |
| 363  | 12月11日 | 雙子座流星雨2020                 | 陳俊霖                                        | 介紹2020年最值得欣賞、於12月中上演之雙子座流星雨的觀賞攻略。 |
| 364  | 12月18日 | 幾道彩虹                         | 旁白：周萬聰                                  | 剖釋不同彩虹的形成機制。 |
| 365  | 12月25日 | 2020年天氣回顧                   | 聲演：黃婷婷                                  | 回顧2020年香港有哪些天氣紀錄被打破。 |

### 2021年
| 集數 | 日期     | 主題                            | 主持/嘉賓/演出                        | 簡介 |
| 366  | 1月1日   | 寒潮幾時有                      | 旁白：周萬聰                          | 介乎北極地區的冷空氣何時南下及「北極濤動」。 |
| 367  | 1月8日   | 霜降？霜不是降下來的！          | 旁白：周萬聰                          | 解釋甚麼氣象條件下會出現結霜天氣。 |
| 368  | 1月15日  | 暴雨難測之泰式創作              | 演出：梁榮武、沈志泰                  | 詳述預測暴雨的挑戰。 |
| 369  | 1月22日  | 溫室效應                        | 旁白：李鳳瑩                          | 介紹「溫室效應」及其與全球暖化的關係。 |
| 370  | 1月29日  | 當世界冠軍遇上科學主任          | 演出：郭灝霆、郝孟騫                  | 請來單車運動員郭灝霆及天文台科學主任講解風向風速如何影響單車手的表現，以及秋冬時節踏單車又有甚麼地方要特別留意。                                                      |
| 371  | 2月5日   | 雲海．逆雲層                    | 旁白：周萬聰                          | 解釋「雲海」與逆溫層的關係及如何形成。 |
| 372  | 2月12日  | 飛碟雲 － UFO 出沒注意???       | 旁白：李鳳瑩                          | 講解「飛碟雲」莢狀雲。 |
| 373  | 2月19日  | 甚麼？！天空可能不是藍色的？    | 聲演：黃婷婷                          | 詳細解說天空的顏色。 |
| 374  | 2月26日  | 元宵節 - 幾時係Double情人節？！ | 聲演：黃婷婷                          | 揭曉西曆二月十四日西方情人節及農曆正月十五元宵節（又稱中國情人節）兩個情人節大約相隔幾多年才會出現在同一天。                                                          |
| 375  | 3月5日   | 淺談輻射霧                      | 旁白：周萬聰                          | 介紹輻射霧，其如何形成及通常在何時有較大機會出現。 |
| 376  | 3月12日  | 氣候新常態                      | 旁白：周萬聰                          | 介紹香港30年氣候平均值及解釋「正常」在氣候學上的意思。 |
| 377  | 3月19日  | 暴雨難測之泰式書法              | 演出：梁榮武、沈志泰                  | 借以詩詞解說海陸風。 |
| 378  | 3月26日  | 顯著降雨概率（上）              | 演出：毛曄穎、Vanis Tsui 嘉賓：莊思寧 | 詳細介紹「顯著降雨概率」預報。 |
| 379  | 4月2日   | 顯著降雨概率（下）              | 演出：毛曄穎、Vanis Tsui 嘉賓：莊思寧 | 解釋「顯著降雨概率」預報與暴雨警告信號的分別。 |
| 380  | 4月9日   | 2016-2020十大矚目天氣及氣候事件 | 旁白：周萬聰                          | 回顧《2016-2020十大矚目天氣及氣候事件選舉》中十件經公眾投票選出的天氣及氣候事件。 部份片段曾於3月28日天文台Facebook專頁「海洋、我們的氣候和天氣」網上直播節目中播出。 |
| 381  | 4月16日  | 香港颱風之最                    | 旁白：周萬聰                          | 回顧過歷史上的「香港颱風之最」，包括1962年颱風溫黛、2018年颱風山竹、1999年颱風森姆、1906年丙午風災、1937年丁丑風災、1874年甲戌風災。                                  |
| 382  | 4月23日  | 植物的適者生存                  | 旁白：李鳳瑩 嘉賓：曾國安             | 簡介植物如何適應環境。 |
| 383  | 4月30日  | 沙塵天氣                        | 旁白：周萬聰                          | 介紹沙塵天氣。 |
| 384  | 5月7日   | 雷Sir講是唔講非 ─ 行山交叉點    | 演出：雷雄德、沈志泰、李智鴻          | 詳細介紹郊野公園告示板上的「天氣資訊QR碼」。 |
| 385  | 5月14日  | 路燈型自動氣象站                | 旁白：周萬聰 嘉賓：劉保宏             | 講解天文台自行研發路燈型自動氣象站的背後設計理念。 |
| 386  | 5月21日  | 香港月全食2021                  | 陳俊霖                                | 簡介5月26日月食的過程和提供在香港觀看的攻略。 |
| 387  | 5月28日  | 個人版天氣網站                  | 旁白：周萬聰                          | 介紹天文台推出全新的個人版天氣網站，除了有全新的版面設計，亦加入八種少數族裔語言，提供基本天氣資訊                                                                    |
| 388  | 6月4日   | 龍捲風是怎樣煉成的？            | 旁白：周萬聰                          | 解釋龍捲風和水龍捲的形成機制。 |
| 389  | 6月11日  | 局部地區大雨提示                | 黎宏駿                                | 介紹「局部地區大雨提示」。 |
| 390  | 6月18日  | 碼頭零距離                      | 劉子麒 嘉賓：劉迪森、鄺加旻           | 介紹大埔滘碼頭的天文台潮汐站，以及其重建計劃。 |
| 391  | 6月25日  | 伽馬線報                        | 陳燊豫、林穎琪                        | 介紹「學校社區環境輻射測量先導計劃」的「伽馬線報」工作坊活動內容和參加方法。                                                                                          |
| 392  | 7月2日   | 我們與巴黎協定的距離            | 旁白：周萬聰                          | 介紹與《巴黎協定》的目標究竟相距有多遠。 |
| 393  | 7月9日   | 我的天氣觀察                    | 旁白：林學賢                          | 介紹「我的天文台」應用程式新版本中的「我的天氣觀察」試驗功能。 |
| 394  | 7月16日  | 夏日迷思：日照最長唔係最熱？    | 聲演：吳陳金珠、周穎祺                | 介紹為何平均每年最熱的日子一般在夏至之後才出現。 |
| 395  | 7月23日  | 連島沙洲－橋咀洲                | 旁白：李鳳瑩                          | 介紹連島沙洲及其與潮汐的關係。 |
| 396  | 7月30日  | 黑色暴雨... 邊度最安全？        | 演出：梁榮武、劉子麒                  | 講解在大雨下哪裡才是「安全地方」，以及能否預早發出暴雨警告信號。 |
| 397  | 8月6日   | 2021年8月天文現象               | 陳俊霖、蘇柱榮                        | 簡介「英仙座流星雨」和「連續木衞現象」和提供觀看攻略。 |
| 398  | 9月10日  | 酷熱奧運的啟示                  | 嘉賓：李細明                          | 探討2020東京奧運酷熱的啟示和最新氣候變化報告的重點。 |
| 399  | 10月15日 | 高空觀測一百年                  | 林學賢、梁麗儷                        | 介紹高空觀測的各個重要里程碑。 |
| 400  | 11月19日 | 地下「情報」室                  | 莫慶炎 聲演：拜仁舒亞 演出：李智鴻    | 參觀天文台總部地下室和半山區寶珊地震站的寛頻地震儀。 |
| 401  | 12月30日 | 2021年天氣回顧                  | 蔡子淳、劉子麒、吳彥琳                | 回顧2021年天氣，包括：香港多項高溫紀錄再度被打破；熱帶氣旋雷伊更創年內最遲熱帶氣旋警告新紀錄；熱帶氣旋獅子山及熱帶氣旋圓規先後在一星期內襲港。                        |

### 2022年
| 集數 | 日期     | 主題                                 | 主持/嘉賓/演出                                | 簡介 |
| 402  | 1月28日  | 打風… 打「季候風」？                 | 演出：毛曄穎、沈志泰 友情客串：吳彥琳、李智鴻 | 講解強烈季候風信號或三號風球生效下要留意大風帶來的危險，以及熱帶氣旋及季候風的分別，                                                                                          |
| 403  | 2月25日  | 全球抗暖化系列：永久凍土不永久       | 演出：李鳳瑩、劉子麒                          | 講解永久凍土，以及如果永久凍土融化了，全球暖化會否急劇失控。 |
| 404  | 3月19日  | 博大霧                               |                                               | 講解海霧的成因，並介紹如何從天文台網站獲取天氣數據，幫助攝影愛好者捕捉壯觀的霧景。                                                                                            |
| 405  | 4月22日  | 戶外活動天氣錦囊                     | 演出：沈志泰                                  | 介紹戶外活動天氣錦囊，包括可以怎樣利用天文台天氣預報去選擇較為合適的日子，以及活動進行期間又有甚麼天氣資訊需要繼續留意。                                                      |
| 406  | 5月27日  | 兩個小生去郊遊之長洲睇天行           | 演出：林學賢、馮國柱                          | 由科學主任林學賢及前總科學主任助理馮國柱介紹怎樣觀天及講解長洲氣象站歷史。 |
| 407  | 6月24日  | 全球抗暖化系列：海平面加速上升       | 演出：李鳳瑩、沈志泰                          | 講解如果溫室氣體排放繼續增加，海平面上升會否失控。 |
| 408  | 6月30日  | 惡劣天氣的共同影響                   | 莊思寧、沈志泰                                | 講解當多種惡劣天氣同時出現時，需要更早留意各種災害的疊加效應及其預防準備。 |
| 409  | 8月12日  | 積雨雲                               | 旁白：蔡鈞名                                  | 以定格動畫介紹積雨雲。 |
| 410  | 8月26日  | 點解夏天日長夜短？                   | 聲演：馬情晴、陳浩暉、羅耀庭                  | 解說日夜時間並非平均分配的原因，以及南、北極圈內出現極晝和極夜的因由。 |
| 411  | 9月9日   | 風暴潮來臨，任何人都要小心！         | 演出：梁麗儷                                  | 講解風暴潮的威脅及應採取的防禦措施。 該集由天文台及消防處聯合製作，而消防處吉祥物「任何仁」亦有參與演出。                                                                     |
| 412  | 9月25日  | 惡劣天氣的共同影響(2)                | 演出：麥志偉、沈志泰                          | 由渠務署工程師麥志偉及天文台科學主任沈志泰，講解多種惡劣天氣同時出現所帶來水浸風險的防禦措施及準備工作。 該集由天文台及渠務署聯合製作，而渠務署吉祥物「下水水」亦有參與演出。 |
| 413  | 10月7日  | 羽球少年——秋季颱風篇                 | 聲演：陳浩暉、馬情晴、羅耀庭                  | 透過動畫講解秋季的熱帶氣旋，以及其與東北季候風的共同效應。 該集可能模仿自動畫《Love All Play》。                                                                              |
| 414  | 10月28日 | 全球抗暖化系列：極端天氣             | 演出：郝孟騫、張冰                            | 預視將來全球暖化下極端天氣越趨頻繁的世界到底會是怎樣，以及能否扭轉全球暖化的局面。                                                                                            |
| 415  | 11月4日  | 月全食暨月掩天王星                   | 陳俊霖                                        | 由香港太空館助理館長陳俊霖講解月全食暨月掩天王星，並分享觀測攻略。 |
| 416  | 11月18日 | 雙子座流星雨2022                     | 陳俊霖                                        | 講解觀賞雙子座流星雨的攻略，推介最佳觀測時間。 |
| 417  | 12月2日  | 雷Sir講是唔講非 ─ 冷系有型少年行山團 | 雷雄德、沈志泰                                | 介紹冬天遠足的注意事項和事前準備。 |
| 418  | 12月16日 | 香港濕凍世一？                       | 聲演：陳浩暉、馬情晴、羅耀庭、蘇秋然          | 解釋為何「濕凍」會特別凍，以及「香港濕凍世界第一」的說法又是否有根據。 |
| 419  | 12月30日 | 2022天文台紀錄頒獎典禮｜紀錄 破紀錄  | 聲演：陳浩暉、馬情晴、羅耀庭                  | 回顧2022年天文台多項平紀錄及破紀錄事件，包括：8次錄得有感地震；異常乾燥及少雨的4月；熱帶氣旋尼格；持續酷熱天氣。 該集主題參考自《2022年度叱咤樂壇流行榜頒獎典禮》。           |

### 2023年
| 集數 | 日期     | 主題                                                     | 主持/嘉賓/演出                       | 簡介 |
| 420  | 1月13日  | 碳的多重宇宙                                             | 聲演：馬情晴、羅耀庭                 | 體驗在不同碳排放下的「多重宇宙」。 |
| 421  | 1月27日  | 2022 世界天氣                                            | 旁白：陳浩暉                         | 回顧2022年的重大天氣事件，包括：歐洲、日本及中國熱浪；格陵蘭及南極融冰及海冰覆蓋範圍跌至最低；南非東南部及巴基斯坦水災。                    |
| 422  | 2月10日  | 雷Sir講是唔講非 ─行山跑「馬」三分險                      | 演出：雷雄德、沈志泰、黎宏駿         | 講解跑馬拉松，以及長距離遠足，要注意的相關天氣資訊。                                                                                        |
| 423  | 2月24日  | 跟我返工報天氣                                           | 蔡子淳、梁麗儷                       | 直擊電視天氣節目主持人的工作。 |
| 424  | 3月10日  | 雷Sir講是唔講非 ─ 狂風雷暴就到, 係時候要上岸?            | 演出：雷雄德、沈志泰、黎宏駿         | 講解進行水上活動要注意的相關天氣資訊。 |
| 425  | 3月17日  | 一份工做到老 始終喜愛天氣預報｜台長鄭楚明退休 陳栢緯接棒 | 嘉賓：鄭楚明、陳栢緯                 | 鄭楚明博士回顧多年的難忘點滴，以及新任台長陳栢緯分享擔任台長的心情，對氣象科技的展望等。                                                    |
| 426  | 4月7日   | 超級瑪奇奧大電影——天氣系統尺度與預測                     | 聲演：馬情晴、羅耀庭、陳浩暉、蔡子淳 | 藉天氣家族化身遊戲角色，介紹不同尺度天氣系統的特性，並解釋現今科技預測較小天氣系統的限制。 該集主題參考並模仿自超級瑪利歐兄弟。             |
| 427  | 4月21日  | 香港天文台140周年 ─ 天文台今昔                           | 李鳳瑩、黎宏駿、沈志泰               | 簡介天文台成立的背景以及多年來的演變。 |
| 428  | 5月5日   | 進擊的氣旋—集合吧！預測路徑                              | 聲演：陳浩暉、馬情晴、羅耀庭         | 以動畫呈現制定熱帶氣旋預測路徑的過程，闡釋背後的眾多考慮因素。 該集主題部份參考自動畫《進擊的巨人》。                                       |
| 429  | 5月19日  | 工作防暑你要知                                           | 梁麗儷、劉保宏 嘉賓：黃志清          | 淺談「香港暑熱指數」，以及勞工處講解「工作暑熱警告」及《預防工作時中暑指引》。 該集由天文台與勞工處共同製作。                               |
| 430  | 6月2日   | 日防夜防，UV難防？│夏日防曬防暑貼士                      | 聲演：羅耀庭                         | 介紹夏日防曬防暑小貼士。 |
| 431  | 6月16日  | 「我的天文台」風雨季實用貼士                             | 聲演：陳浩暉、馬情晴                 | 推介打風下雨不能錯過的四大流動應用程式實用貼士，包括「定點降雨及閃電預報」、「風暴路徑」等                                                  |
| 432  | 6月30日  | 我老婆喊咗—淺談暴雨機制                                  | 梁麗儷、黎宏駿                       | 透過科學主任黎宏駿吃鐵板燒慶祝結婚周年紀念，太太感動落淚的故事，解釋觸發香港暴雨的機制。 該集可能模仿《多啦A夢》第716集《大雄一哭就下雨》。 |
| 433  | 7月14日  | 雷Sir講是唔講非 ─ 玩水定散水?                            | 演出：雷雄德、沈志泰、黎宏駿         | 講解如何安心進行水上活動，並會介紹與猛烈陣風相關的康文署泳灘公眾廣播。 該集由天文台與康文署共同製作。                                       |
| 434  | 7月28日  | 點解香港有啲地方特別大雨？                               | 聲演：馬情晴、陳浩暉、蘇秋然         | 講解何謂地形雨。 |
| 435  | 8月11日  | 香港天文台140周年 ─ 細說天氣觀測演變                     | 梁麗儷、沈志泰                       | 講解百多年來天文台天氣觀測的演變。 |
| 436  | 8月25日  | 我「地磁」場不太夾│地磁是甚麼？                          | 聲演：馬情晴、陳浩暉                 | 介紹地磁。 |
| 437  | 9月15日  | 水逆！行星真的逆行嗎？                                   | 聲演：馬情晴、羅耀庭、蘇秋然         | 講解為何行星看起來會「逆行」。 |
| 438  | 9月22日  | 雀仔識預測天氣？                                         | 聲演：黃淨泠                         | 介紹有些雀鳥可以感應氣壓、次聲波等預知天氣變化，提前避開惡劣天氣。                                                                          |
| 439  | 10月6日  | 暖洋洋的危機                                             | 梁麗儷、黎宏駿                       | 介紹氣候變化對海洋生態的影響。 |
| 440  | 10月20日 | 結冰結冰，影響airplane│飛機原來會結冰？                  | 聲演：陳浩暉、馬情晴、羅耀庭         | 介紹飛機積冰。 該集部份模仿自小薯茄《雪櫃冷笑話》。                                                                                         |
| 441  | 11月3日  | 氣象衛星                                                 | 旁白：陳浩暉                         | 介紹不同種類的氣象衛星及其運作原理。 |
| 442  | 11月17日 | 垂直風切變，即係點切？                                   | 聲演：馬情晴、羅耀庭                 | 介紹垂直風切變。 |
| 443  | 12月1日  | 雙子座流星雨2023                                         | 陳俊霖                               | 講解雙子座流星雨觀賞攻略，推介最佳觀測時間。                                                                                                |
| 444  | 12月15日 | 香港天文台140周年 ─ 氣象『暖』知識                       | 梁麗儷、沈志泰 演出：謝展寰          | 環境及生態局局長謝展寰就減緩全球暖化的呼籲。                                                                                                |
| 445  | 12月29日 | 2023天文台紀錄頒獎典禮｜多謝你提我                       | 聲演：陳浩暉、馬情晴、羅耀庭         | 回顧2023年多項破紀錄天氣事件，包括最熱的夏季，異常多雨的秋季等。 該集主題參考自《2023年度叱咤樂壇流行榜頒獎典禮》。                         |

### 2024年
| 集數 | 日期     | 主題                                  | 主持/嘉賓/演出                                                 | 簡介 |
| 446  | 1月12日  | 『氣象冷知識』十周年                  | 黎宏駿、梁麗儷、沈志泰、蔡子淳、楊漢賢、林學賢、楊國仲、李鳳瑩 | 回顧《氣象冷知識》十年來的點滴及讓製作團隊談其心聲。                                                                              |
| 447  | 1月26日  | 雷 Sir 講是唔講非 ─ 三個小生去Camping | 演出：雷雄德、沈志泰、黎宏駿                                   | 講解如何開心和安心進行露營活動。                                                                                                  |
| 448  | 2月9日   | 飯戲攻地心                            | 聲演：羅浩暉、馬情晴、羅耀庭                                   | 介紹地震和地球內部結構發現之間的關係。 該集主題參考自電影《飯戲攻心》。                                                           |
| 449  | 2月23日  | 「社區天氣資訊網絡」— Co-WIN共贏      | 黎宏駿、梁浩明                                                 | 了解參加「社區天氣資訊網絡」同學和老師如何建立和管理自己的氣象站，亦會介紹成為Co-WIN會員的方法及福利。                            |
| 450  | 3月8日   | 2023世界天氣                          | 旁白：陳浩暉                                                   | 回顧2023年的重大天氣事件。 |
| 451  | 3月22日  | 蒲福氏風級表｜目測就知幾大風？        | 聲演：羅浩暉、馬情晴、羅耀庭                                   | 介紹「蒲福氏風級表」的由來及應用。                                                                                                |
| 452  | 4月5日   | 行雷閃電會出事                        |                                                                | 會解釋雷暴的成因，以及伴隨雷暴的狂風、水龍捲、冰雹等惡劣天氣有多危險；如何應對狂風雷暴的來臨，確保自身安全。                      |
| 453  | 4月26日  | 幾大雨先要帶遮?                       | 聲演：羅浩暉、馬情晴                                           | 介紹天文台如何利用不同的字眼去描述降雨的各種情況。                                                                                |
| 454  | 5月10日  | 熱帶氣旋警告信號                      | 旁白：沈志泰                                                   | 重溫熱帶氣旋警告信號的意義，以及介紹八號或更高信號生效時要特別留意的防風措施。                                                    |
| 455  | 5月31日  | 排球熱少年!! 夏日強敵                 | 聲演：馬情晴、羅浩暉、羅耀庭                                   | 講解受太平洋高壓脊支配或熱帶氣旋下沉氣流導致香港天氣酷熱的原因。 該集主題可能參考並模仿自動畫《排球少年！！》。                   |
| 456  | 6月14日  | 香港的斷層                            | 演出：沈志泰、黎宏駿 嘉賓：楊恩愉                              | 請來土力工程處助理土力工程師楊恩愉簡介香港斷層的特點，以及討論與地震活動是否有聯繫。 該集由天文台與土木工程拓展署共同製作。       |
| 457  | 6月28日  | 新大帽山天氣雷達                      | 嘉賓：鄺正勤、劉子麒                                           | 由科學主任和雷達機械師講述大帽山雷達站新雷達安裝的難忘歷程。                                                                      |
| 458  | 7月12日  | 無風三尺浪                            | 主持：張佳駿、梁麗儷                                           | 淺談為何無風都會起浪，並說明其潛在危險。                                                                                          |
| 459  | 7月26日  | 雷 Sir 講是唔講非 ─ 告白撞正熱辣辣    | 嘉賓主持：雷雄德、黃妍                                         | 帶出酷熱天氣下戶外活動要注意的事項。 該集宣傳黃妍歌曲《告白前先看天氣預報》。                                                     |
| 460  | 8月9日   | 蚊不怕水?                             | 聲演：梁菁菁                                                   | 解開蚊不怕雨水的原因。 該集模仿自電子角色扮演遊戲。                                                                               |
| 461  | 8月23日  | 那些年，和我鬥氣的女孩 │ 秋風夜雨     | 聲演：羅耀庭                                                   | 透過小劇場講解秋風夜雨。 該集主題參考並模仿自電影《那些年，我們一起追的女孩》。                                                   |
| 462  | 9月6日   | 我推的月亮                            | 聲演：黃郁                                                     | 解說為何月球會呈現不同的外表。 該集主題參考自動畫《我推的孩子》。                                                                 |
| 463  | 9月27日  | 點知颱風有幾強?                       | 旁白：羅耀庭                                                   | 介紹各種評估熱帶氣旋強度的方法。                                                                                                  |
| 464  | 10月4日  | 大埔滘的一角冰山                      | 張佳駿、李鳳瑩 嘉賓：蘇陽彪、陳嘉麗、張軒諾                    | 介紹大埔滘潮汐站重建前後的分別，以及新潮汐站的運作。 該集由天文台與土木工程拓展署共同製作。                                       |
| 465  | 10月25日 | 維港也有水龍捲？                      | 聲演：陳頌妍、羅耀庭                                           | 講解甚麼是水龍捲，以及當遇上水龍捲時應該怎樣做。                                                                                  |
| 466  | 11月8日  | 海嘯解密                              | 張佳駿                                                         | 解釋海嘯的形成機制，並談及有關海嘯預防措施。                                                                                      |
| 467  | 11月22日 | 輻射真相大公開                        | 聲演：廖廸莎、陳頌妍、羅耀庭                                   | 簡介輻射的基本知識和各種用途。 該集部份內容模仿自電影《焚城》。                                                                   |
| 468  | 12月6日  | 若冷鋒易學難精，可否惡補？            | 聲演：陳頌妍、廖廸莎、羅耀庭                                   | 深入認識冷鋒是如何形成，以及冷鋒橫過境時的天氣變化。 該集主題參考自Twins歌曲《明愛暗戀補習社》。                                  |
| 469  | 12月27日 | 2024天文台頒獎典禮｜我在狂風曝曬      | 聲演：廖廸莎、陳頌妍、羅耀庭                                   | 回顧2024年引人注目天氣事件，包括最熱的秋季、維港水龍捲、最多秋颱襲港的11月等。 該集主題參考自《2024年度叱咤樂壇流行榜頒獎典禮》。 |

### 2025年
| 集數 | 日期    | 主題                                 | 主持/嘉賓/演出               | 簡介 |
| 470  | 1月10日 | 消失的年三十?                        | 聲演：廖廸莎、陳頌妍、羅耀庭 | 講解為何2025至2029年連續五年都沒有年三十。 該集主題參考自電影《消失的情人節》及部份內容模仿動畫《名偵探柯南》。           |
| 471  | 1月24日 | 我的天氣預言書 – 天氣預測點樣嚟?     | 聲演：陳頌妍、廖廸莎、羅耀庭 | 介紹人工智能及傳統數值天氣兩種預報模式的分別，並簡單講解天文台是如何進行天氣預測。 該集主題參考自漫畫《我所看見的未來》。 |
| 472  | 1月31日 | 雷Sir講是唔講非 ─ 乾凍濕凍運動小貼士 | 演出：雷雄德、黎宏駿、沈志泰 | 闡述冬天運動錦囊。 |
| 473  | 2月14日 | 回南天                               | 聲演：廖廸莎、陳頌妍、羅耀庭 | 簡介回南天及牆出水現象的成因。                                                                                            |
| 474  | 2月28日 | 相控陣天氣雷達與低空天氣             | 劉子麒                       | 介紹「相控陣天氣雷達」的技術及優點。 該集部份內容模仿自成龍代言霸王洗髮水的廣告。                                         |
| 475  | 3月21日 | 閃電探測二十年                       | 林銘津、張佳駿               | 簡介閃電定位系統近二十年來的發展。                                                                                        |
| 476  | 4月4日  | 行雷閃電攪乜風                       | 聲演：廖廸莎、陳頌妍、羅耀庭 | 介紹龍捲風或水龍捲的形成機制及天氣資訊，以及目擊龍捲風或水龍捲時要注意的措施。                                            |
| 477  | 4月25日 | 極端大雨偏偏選中我？！               | 梁麗儷                       | 講述極端大雨、局部地區大雨與預測暴雨的挑戰。                                                                              |
| 478  | 5月9日  | GO！冰雹搖滾祭                       | 聲演：廖廸莎、陳頌妍、羅耀庭 | 介紹冰雹相關的形成機制。                                                                                                  |
| 479  | 5月30日 | 雷Sir講是唔講非 ─ 濕熱是很危險的     | 演出：雷雄德、黎宏駿         | 帶來熱天戶外活動錦囊。 |
| 480  | 6月6日  | 小滴仔勇闖梅雨季                     | 聲演：廖廸莎、陳頌妍、羅耀庭 | 介紹梅雨及其形成機制。 該集內容模仿自動畫《扮嘢小魔星》。                                                                 |
| 481  | 6月20日 | UV ABC 之夢                          | 聲演：廖廸莎、陳頌妍、羅耀庭 | 介紹紫外線的基本知識及防曬資訊。 該集內容模仿自動畫《多啦A夢》。                                                          |
| 482  | 6月27日 | 打風幾時知? 要留意提示               | 梁麗儷                       | 詳細解釋天文台在打風時發出的各種資訊，包括「熱帶氣旋警報」、「特別天氣提示」及「預警八號特別報告」的意義。                |
| 483  | 7月4日  | 遠日點，即係點？                     | 聲演：廖廸莎、陳頌妍、羅耀庭 | 介紹遠日點和近日點，以及簡述地球公轉軌道與季節形成的關係。 該集內容參考自Gareth. T歌曲《用背脊唱情歌》。                  |
| 484  | 7月18日 | 下雨的味道                           | 聲演：陳頌妍、廖廸莎、羅耀庭 | 介紹下雨時味道產生的機制。 該集內容可能模仿自動畫電影《汪汪夢裡人》。                                                     |
| 485  | 8月1日  | 雲為甚麼時白時灰？                   | 聲演：莫若山、陳頌妍、廖廸莎 | 詳細解釋雲的構造，並探討雲層色彩變化背後的光學物理現象。 該集內容模仿自動畫《葬送的芙莉蓮》。                             |
| 486  | 8月16日 | 上晝好天，下晝行雷落雨？             | 聲演：羅耀庭、廖廸莎、陳頌妍 | 簡介為何夏天及初秋常見的對流雨。 該集內容可能模仿自動畫《LINE OFFLINE 上班族》。                                          |

## 外部連結
- 「天氣廣播站」電視天氣節目 （页面存档备份，存于）
- YouTube上的「氣象冷知識」播放列表
- YouTube上的香港天文台頻道
- YouTube上的氣象冷知識特別版（香港電台）播放列表
- Now新聞網站—氣象冷知識 （页面存档备份，存于）